# Liste der Biografien/Muller
Liste der Biografien |
Portal Biografien |
Personensuche
# |
A |
B |
C |
D |
E |
F |
G |
H |
I |
J |
K |
L |
M |
N |
O |
P |
Q |
R |
S |
T |
U |
V |
W |
X |
Y |
Z |
?
 
Ma |
Mb |
Mc |
Md |
Me |
Mf |
Mg |
Mh |
Mi |
Mj |
Mk |
Ml |
Mm |
Mn |
Mo |
Mp |
Mq |
Mr |
Ms |
Mt |
Mu |
Mv |
Mw |
Mx |
My |
Mz
 
Mua |
Mub |
Muc |
Mud |
Mue |
Muf |
Mug |
Muh |
Mui |
Muj |
Muk |
Mul |
Mum |
Mun |
Muo |
Mup |
Muq |
Mur |
Mus |
Mut |
Muu |
Muv |
Muw |
Mux |
Muy |
Muz
 
Mula |
Mulb |
Mulc |
Muld |
Mule |
Mulf |
Mulg |
Mulh |
Muli |
Mulj |
Mulk |
Mull |
Mulm |
Muln |
Mulo |
Mulr |
Muls |
Mult |
Mulu |
Mulv |
Mulw |
Muly |
Mulz
 
Mulla |
Mulle |
Mullg |
Mullh |
Mulli |
Mulln |
Mullo |
Mullr |
Mully
 
Mulled |
Mullei |
Mullej |
Mullem |
Mullen |
Muller |
Mulles |
Mulley
 
Muller, A |
Muller, B |
Muller, C |
Muller, D |
Muller, E |
Muller, F |
Muller, G |
Muller, H |
Muller, I |
Muller, J |
Muller, K |
Muller, L |
Muller, M |
Muller, N |
Muller, O |
Muller, P |
Muller, Q |
Muller, R |
Muller, S |
Muller, T |
Muller, U |
Muller, V |
Muller, W |
Muller, X |
Muller, Y |
Muller, Z |
Mullera |
Mullerb |
Mullerh |
Mullerl |
Mullerp |
Mullers |
Mullerw |
Mullery
Die Liste der Biografien führt alle Personen auf, die in der deutschsprachigen Wikipedia einen Artikel haben. Dieses ist eine Teilliste mit 487 Einträgen von Personen, deren Namen mit den Buchstaben „Muller“ beginnt.

## Muller
- Müller (* 1966), brasilianischer FußballspielerMüller (* 1966)

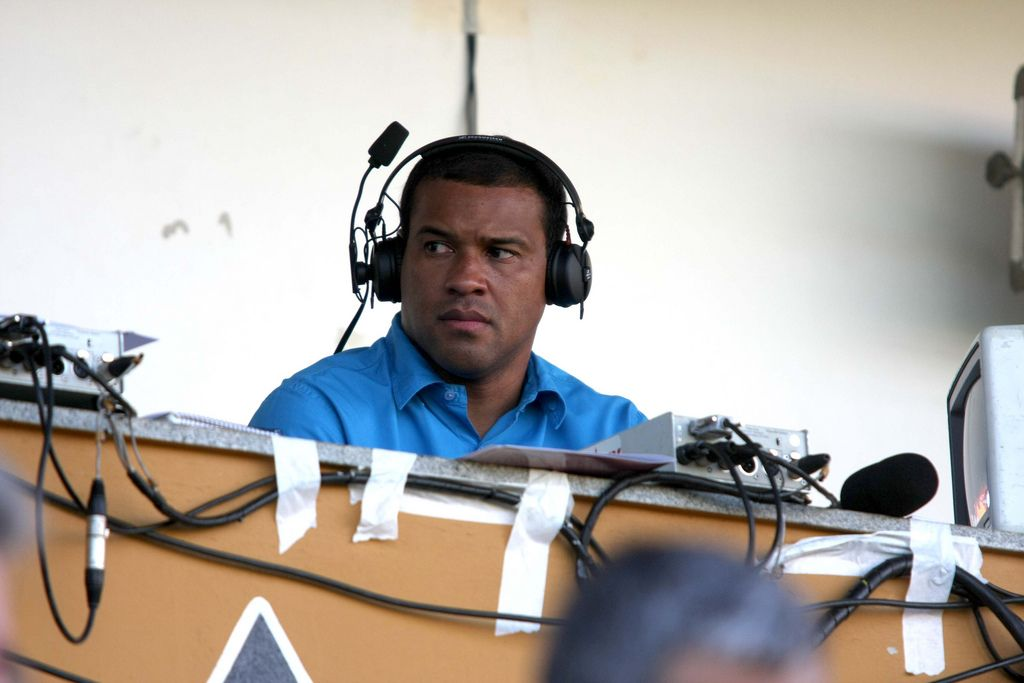
Müller (* 1966)

### Muller A
- Müller Argoviensis, Johannes (1828–1896), Schweizer Botaniker

### Muller E
- Müller Ellefsen, Didrik (* 1952), norwegischer Skispringer

### Muller H
- Müller Hess, Walter (1894–1977), chilenischer Unternehmer und Diplomat
- Müller Hofstede, Cornelius (1898–1974), deutscher Kunsthistoriker
- Müller Hofstede, Justus (1929–2015), deutscher Kunsthistoriker

### Muller J
- Muller Jzn., Frederik (1883–1944), niederländischer klassischer Philologe

### Muller O
- Müller Osborne, Elli Rhiannon (* 2001), norwegische Schauspielerin

### Muller R
- Müller Rundegg, Albin (1891–1975), österreichischer Kunstmaler

### Muller V
- Müller vom Siel, Georg (1865–1939), deutscher Maler
- Müller von Andolfingen, Johann Rudolph (1737–1793), Schweizer Landmajor und preußischer Oberst
- Müller von Asow, Erich Hermann (1892–1964), deutscher Musikwissenschaftler
- Müller von Asow, Hedwig (1911–1976), deutsche Musikwissenschaftlerin und Musikepistolographin
- Müller von Berneck, Hieronymus (1598–1669), frühneuzeitlicher Unternehmer
- Müller von Berneck, Karl Georg von (1840–1919), sächsischer Generalleutnant und Geschäftsführer des Albertvereins
- Müller von Blumencron, Albrecht (* 1884), preußischer Verwaltungsjurist und Landrat
- Müller von Blumencron, Mathias (* 1960), deutsch-schweizerischer Journalist
- Muller von Czernicki, Otto (1909–1998), niederländischer Hockeyspieler
- Müller von der Lühne, Burchard (1604–1670), schwedischer General und Stadtkommandant von Greifswald
- Müller von der Lühne, Carl Leonhard (1643–1707), schwedischer General
- Müller von Gnadenegg, August von (1852–1926), bayerischer Generalmajor
- Müller von Hausen, Ludwig (1851–1926), deutscher antisemitischer Publizist und Verleger
- Müller von Königswinter, Wolfgang (1816–1873), deutscher Schriftsteller und Arzt
- Müller von Kulm, Walter (1899–1967), Schweizer Dirigent und Komponist
- Müller von Mühlenfels, Johann († 1606), deutscher Alchemist
- Müller von Nitterdorf, Adam (1779–1829), deutscher Philosoph, Diplomat, Publizist und StaatstheoretikerAdam Müller von Nitterdorf (1779–1829)

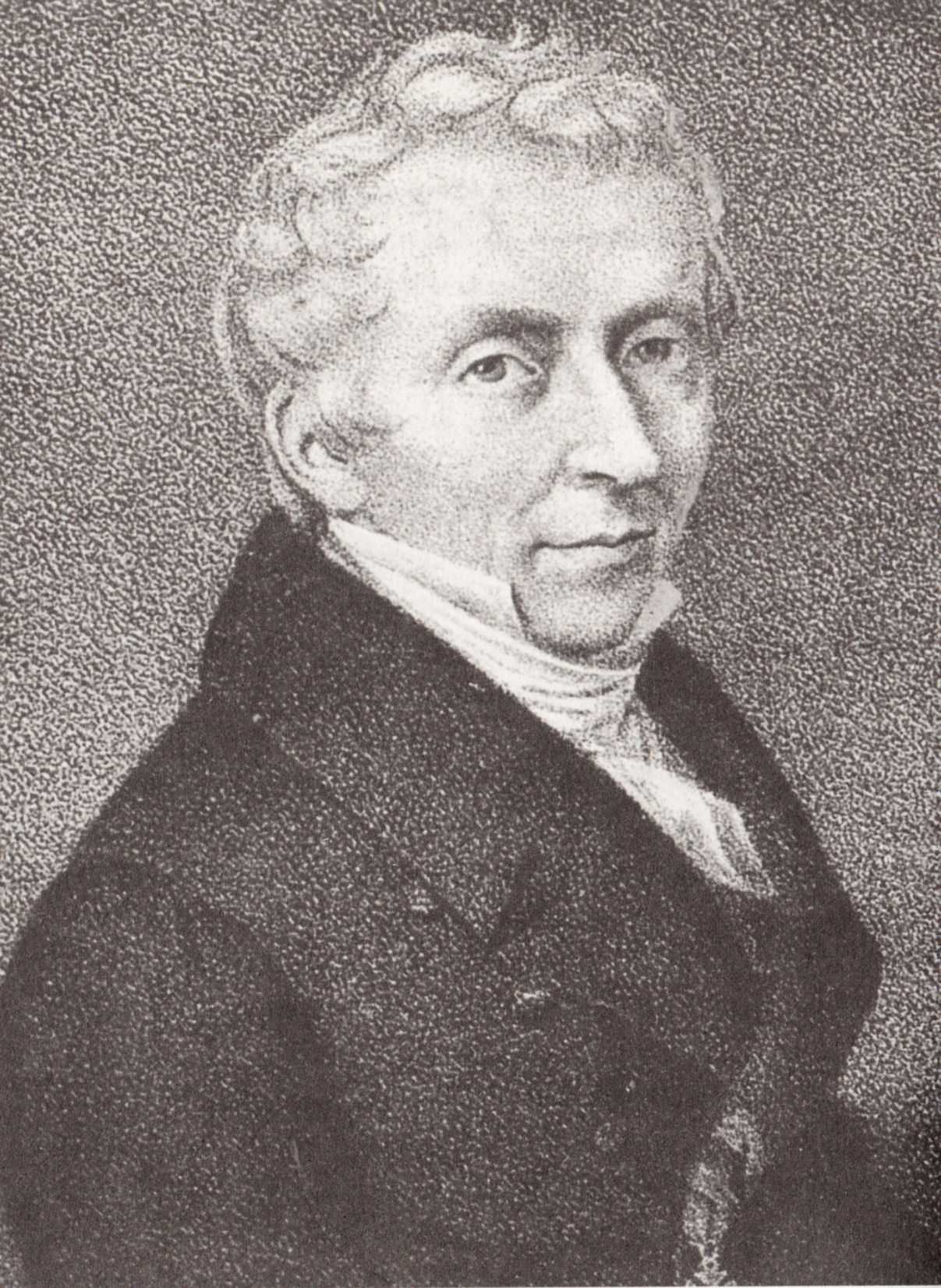
Adam Müller von Nitterdorf (1779–1829)

- Müller von Reichenstein, Franz (1819–1880), österreichischer Politiker sowie Beamter
- Müller von Reichenstein, Franz Joseph († 1825), österreichischer Naturwissenschaftler und Entdecker des Elementes Tellur
- Müller von Sondermühlen, Ernst (1840–1907), deutscher Schriftsteller, Zeichner und Kaufmann
- Müller von Stengel, Elisabeth (1900–1978), Unternehmerin, Fotoatelier-Leiterin und Chefredakteurin
- Müller von Thomamühl, Dagobert (1880–1956), österreichischer Marineoffizier und Erfinder

### Muller-A
- Müller-Adams, Armgard (* 1973), deutsche Journalistin
- Müller-Albrecht, Walter (1888–1950), deutscher Wirtschaftsmanager und Landesrat
- Müller-Alefeld, Jasmin (* 1962), deutsche Lehrerin und Pfadfinderin
- Müller-Alsfeld, Robert (1905–1994), deutscher Maler, Grafiker und Kaufmann
- Müller-Altermatt, Stefan (* 1976), Schweizer PolitikerStefan Müller-Altermatt (* 1976)

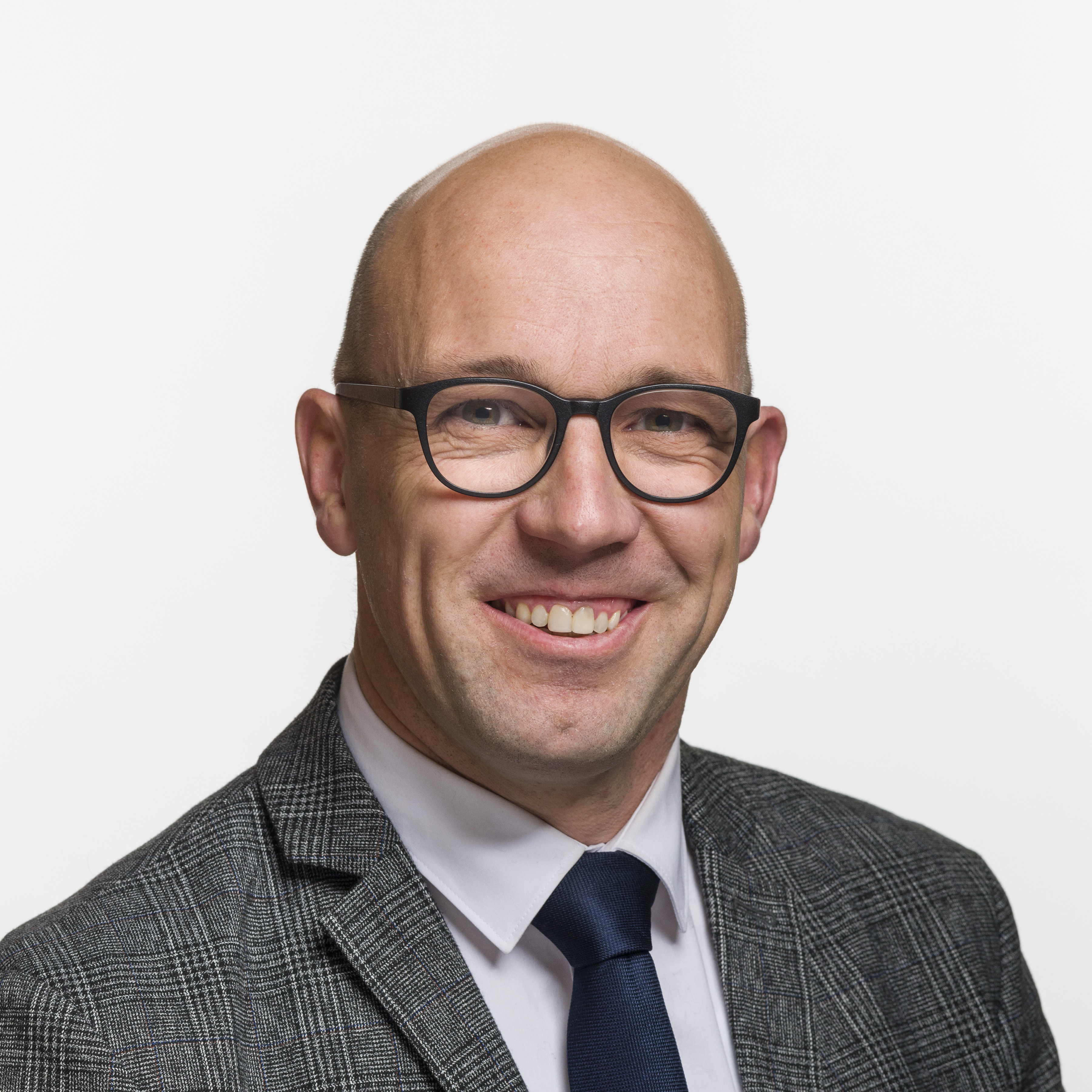
Stefan Müller-Altermatt (* 1976)

- Müller-Angstenberger, Hans Peter (* 1972), deutscher Volleyball-Trainer
- Müller-Armack, Alfred (1901–1978), deutscher Nationalökonom, Kultursoziologe

### Muller-B
- Müller-Bahlke, Karl, deutscher Jugendfunktionär, Bundesvorsitzender der Sozialistischen Jugend Deutschlands – Die Falken
- Müller-Bahlke, Thomas (* 1959), deutscher Historiker, Direktor der Franckeschen Stiftungen
- Müller-Bahr, Sebastian (* 1980), deutscher Kommunalpolitiker (CDU), Oberbürgermeister der Stadt Merseburg
- Müller-Bargloy, Heinrich (1902–1972), deutscher Politiker (CDU), MdL
- Müller-Baumgarten, Carl (* 1879), deutscher Landschaftsmaler und Graphiker
- Müller-Beck, Hansjürgen (1927–2018), deutscher Prähistoriker
- Müller-Beck, Ralph (* 1969), deutscher Gewerkschafter und Staatssekretär (Schleswig-Holstein)
- Müller-Belecke, Frijo (1932–2008), deutscher Bildhauer und Kunsterzieher
- Müller-Benedict, Volker (* 1952), deutscher Statistiker
- Müller-Berghaus, Elvira (1837–1924), deutsche Opernsängerin und Gesangspädagogin
- Müller-Berghaus, Karl (1829–1907), deutscher Geiger
- Müller-Bienek, Sophia (* 1993), deutsche Schauspielerin, Regisseurin und Fotografin
- Müller-Birn, Claudia (* 1976), deutsche Informatikerin und Hochschullehrerin
- Müller-Blattau, Joseph (1895–1976), deutscher Musikwissenschaftler
- Müller-Blattau, Wendelin (1922–2004), deutscher Musikwissenschaftler
- Müller-Blensdorf, Ernst (1896–1976), deutscher Bildhauer
- Müller-Bochat, Eberhard (1928–2001), deutscher Romanist
- Müller-Böhm, Roman (* 1992), deutscher Politiker (FDP), MdBRoman Müller-Böhm (* 1992)

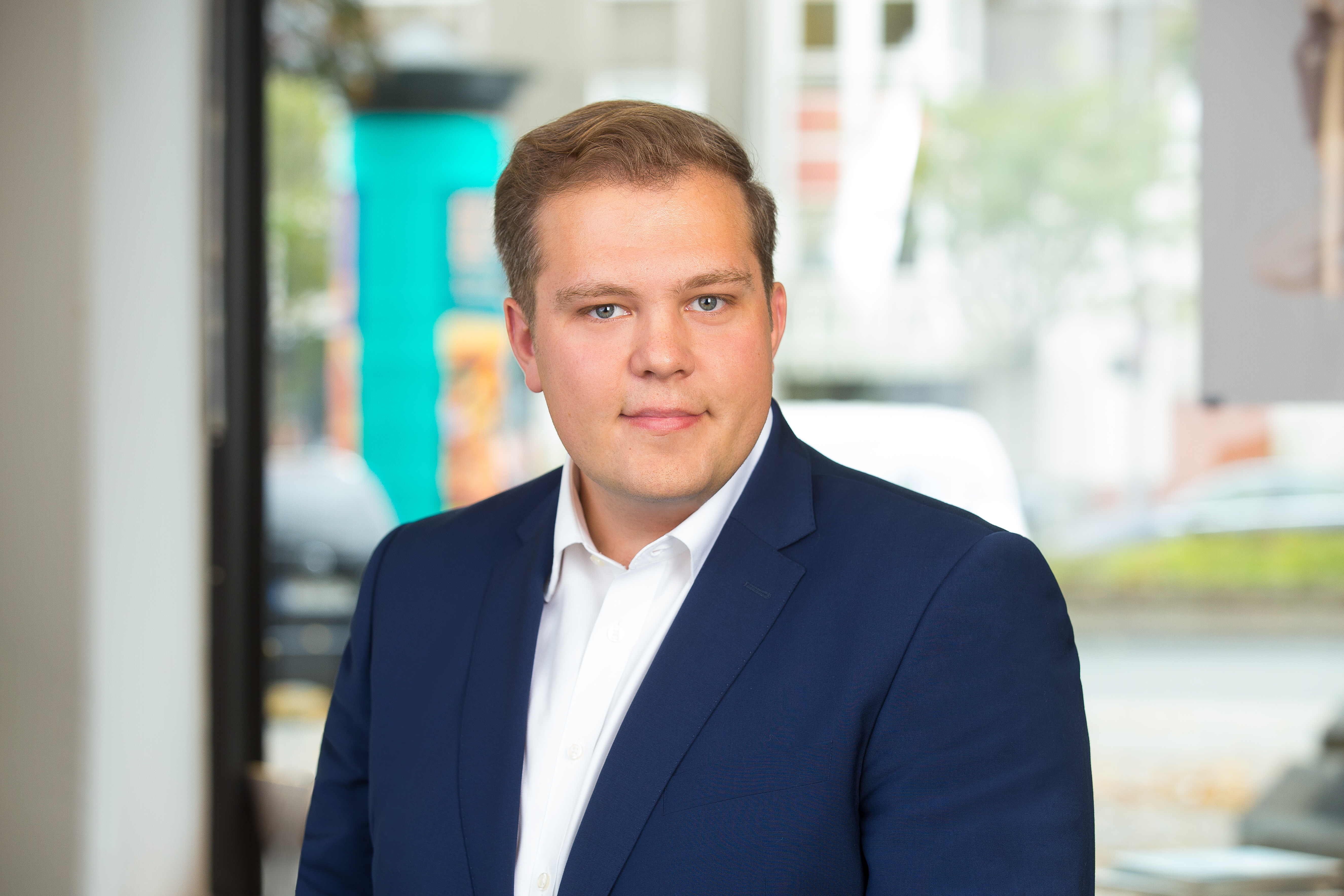
Roman Müller-Böhm (* 1992)

- Müller-Bohn, Hermann (1855–1917), deutscher Lehrer und Schriftsteller
- Müller-Böling, Detlef (* 1948), deutscher Wirtschafts- und Sozialwissenschaftler und Lobbyist
- Müller-Bosshard, Trudy, freie Journalistin und Rätselautorin in der Deutschschweiz
- Müller-Bowe, Herbert (1896–1979), deutscher Kommunalpolitiker der NSDAP
- Müller-Brachmann, Hanno (* 1970), deutscher Opern- und Konzertsänger (Bassbariton)
- Müller-Brand, Maria Josepha (1742–1828), eidgenössische Gutsbesitzerin
- Müller-Brandeck-Bocquet, Gisela (* 1956), deutsche Politikwissenschaftlerin
- Müller-Brandes, Rainer (* 1968), deutscher lutherischer Theologe und Pastor
- Müller-Brauel, Hans (1867–1940), deutscher Vorgeschichtler und Heimatforscher
- Müller-Braun, Dana (* 1989), deutsche Autorin
- Müller-Braun, Ulrich (* 1956), deutscher Autor
- Müller-Braunschweig, Ada (1897–1959), deutsche Psychoanalytikerin
- Müller-Braunschweig, Carl (1881–1958), deutscher Philosoph und Psychoanalytiker
- Müller-Braunschweig, Ernst (1860–1928), deutscher Kaufmann und Bildhauer
- Müller-Braunschweig, Hans (1926–2014), deutscher Psychoanalytiker
- Müller-Breslau, Georg (1856–1911), deutscher Maler
- Müller-Breslau, Heinrich (1851–1925), deutscher Bauingenieur und Hochschullehrer
- Müller-Brettel, Marianne (* 1946), Autorin und freie Publizistin
- Müller-Brittnau, Willy (1938–2003), Schweizer Maler und Plastiker
- Müller-Brockmann, Josef (1914–1996), Schweizer Grafikdesigner, Typograph, Autor und Lehrer
- Müller-Brühl, Helmut (1933–2012), deutscher Dirigent
- Müller-Brunow, Benno (1853–1890), deutscher Gesangspädagoge und Stimmbildner
- Müller-Brys, Frank (* 1973), deutscher Musikpädagoge, Kantor und Komponist
- Müller-Büchi, Emil Franz Josef (1901–1980), Schweizer Publizistikwissenschaftler, Rechtshistoriker und Hochschullehrer
- Müller-Buchow, Peter (1941–2012), deutscher Dramaturg, Hörspielsprecher und Regisseur
- Müller-Busch, Hans Christof (* 1943), deutscher Arzt, Hochschullehrer und Autor
- Müller-Buschbaum, Hanskarl (1931–2016), deutscher Chemiker
- Müller-Buscher, Henning (* 1944), deutscher Musikverleger

### Muller-C
- Müller-Cassel, Adolf (1864–1942), deutscher Maler
- Müller-Celle, Hellmut (1903–1982), deutscher Architekt, Tänzer und Maler
- Müller-Chappuis, Rudolf (1905–1968), deutscher Pianist, Klavierpädagoge und Schriftsteller
- Müller-Christ, Georg (* 1963), deutscher Wirtschaftswissenschaftler
- Müller-Cohen, Anitta (1890–1962), österreichische Sozialarbeiterin, Politikerin und Feministin
- Müller-Crefeld, Adolf (1863–1934), deutscher Bildhauer
- Müller-Cyran, Andreas (* 1962), deutscher katholischer Diakon sowie Rettungsassistent

### Muller-D
- Müller-Dachau, Hans (1877–1925), deutscher Maler und Plakatkünstler
- Müller-Dannhausen, Burghard (* 1947), deutscher Maler
- Müller-Dechent, Gustl (1915–2016), deutscher Journalist, Redakteur und Autor, Widerstandskämpfer gegen den Nationalsozialismus
- Müller-Deck, Hans (1936–2021), deutscher Judoprofessor und Sportwissenschaftler
- Müller-Derichsweiler, Erich (1890–1956), deutscher Generalmajor im Zweiten Weltkrieg
- Müller-Dethard, Ellen (1926–2011), deutsche Allgemmedizinerin und Arbeitsmedizinerin
- Müller-Dethlefs, Klaus (* 1950), deutscher Physiko-Chemiker
- Müller-Dietz, Heinz (1931–2022), deutscher Rechtswissenschaftler und Schriftsteller
- Müller-Domnick, Klaus (1937–2000), deutscher Bildhauer, Grafiker und Kunsterzieher
- Müller-Doohm, Stefan (* 1942), deutscher Soziologe
- Müller-Doppler, Ulrich (* 1961), deutscher Flötist
- Müller-Drossaart, Hanspeter (* 1955), Schweizer SchauspielerHanspeter Müller-Drossaart (* 1955)

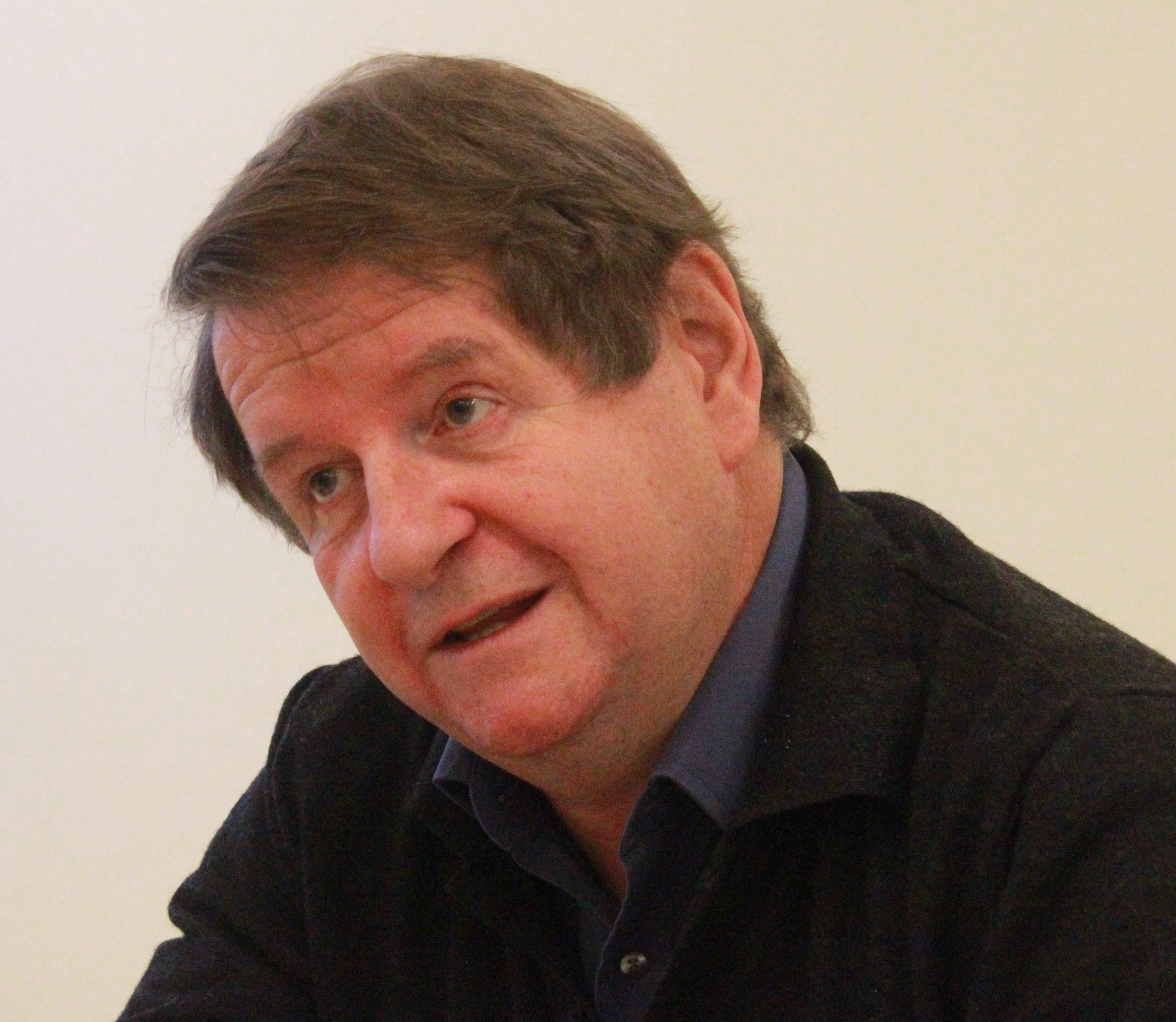
Hanspeter Müller-Drossaart (* 1955)

### Muller-E
- Müller-Ebeling, Claudia (* 1956), deutsche Kunsthistorikerin, Referentin, Autorin und Übersetzerin
- Müller-Eberhard, Hans J. (1927–1998), deutschamerikanischer Immunologe
- Müller-Edler, Alfred (1875–1960), deutscher Hermetiker, Alchemist und esoterischer Schriftsteller
- Müller-Egert, Georg (1939–1979), deutscher Komponist und Journalist
- Müller-Eibenstock, Otto (1898–1986), deutscher Maler, Grafiker und Textil-Formgestalter
- Müller-Einigen, Hans (1882–1950), österreichischer Schriftsteller, Drehbuchautor und Regisseur
- Müller-Eiselt, Klaus Peter (* 1946), deutscher Jurist, Richter am Bundesfinanzhof a. D.
- Müller-Eising, Claudia (* 1963), deutsche Juristin, Bundes- und Verfassungsrichterin
- Müller-Elmau, Alexander (* 1961), deutscher Bühnenbildner, Autor und Regisseur
- Müller-Elmau, Eberhard (1905–1995), deutscher Schauspieler und Regisseur
- Müller-Elmau, Katharina (* 1965), deutsche Schauspielerin, Musikerin und SynchronsprecherinKatharina Müller-Elmau (* 1965)

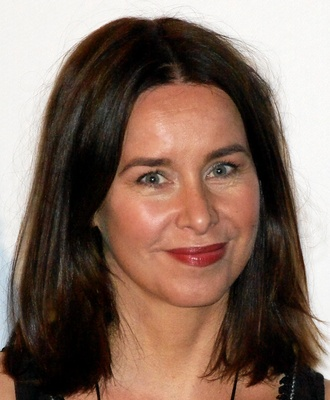
Katharina Müller-Elmau (* 1965)

- Müller-Elmau, Markwart (* 1937), deutscher Schauspieler und Regisseur
- Müller-Elmau, Natalie (* 1969), deutsche Medienmanagerin, Journalistin und Redakteurin
- Müller-Elmau, Olivia (* 1998), deutsche Schauspielerin
- Müller-Elmau, Raidar (1933–2003), deutscher Schauspieler
- Müller-Emmert, Adolf (1922–2011), deutscher Jurist und Politiker (SPD), MdB
- Müller-Enbergs, Helmut (* 1960), deutscher Politologe
- Müller-Enßlin, Guntrun (* 1958), deutsche Theologin und Autorin
- Müller-Erbach, Heinz-Otto (1921–1984), deutscher Maler
- Müller-Erkelenz, Heinrich (1878–1945), deutscher Architekt
- Müller-Erzbach, Rudolf (1874–1959), deutscher Rechtswissenschaftler
- Müller-Erzbach, Wilhelm (1839–1914), deutscher Naturwissenschaftler und Pädagoge
- Müller-Esterl, Werner (* 1948), deutscher Biochemiker und Präsident der Johann Wolfgang Goethe-Universität Frankfurt am Main
- Müller-Ettikon, Emil (1911–1985), deutscher Oberstudienrat, Autor und Heimatforscher
- Müller-Everling, Norbert (* 1953), deutscher Bildhauer

### Muller-F
- Müller-Falcke, Martin (* 1972), deutscher Ruderer
- Müller-Fehn, Gert (* 1929), deutscher Journalist, Chefredakteur und Schriftsteller
- Müller-Felsenburg, Alfred (1926–2007), deutscher Schriftsteller
- Müller-Ferchland, René (* 1984), deutscher Schriftsteller
- Müller-Feyen, Bernhard (1931–2004), deutscher Künstler, Bildhauer und Lehrer
- Müller-Fohrbrodt, Gisela (* 1940), deutsche Erziehungswissenschaftlerin
- Müller-Frank, Dankmar (1921–1982), deutscher Schriftsteller, Lyriker und Essayist
- Müller-Franken, Egon (1914–1982), deutscher Schauspieler bei Bühne, Film und Fernsehen, Theaterregisseur, Universitätslektor und Hörspielsprecher
- Müller-Franken, Johannes (* 1960), deutscher Maler
- Müller-Franken, Karl (1874–1927), deutscher Volkswirt und Politiker
- Müller-Franken, Sebastian (* 1963), deutscher Rechtswissenschaftler und Hochschullehrer
- Müller-Freienfels, Reinhart (1925–2010), deutscher Fernsehredakteur, Fernsehproduzent und Drehbuchautor
- Müller-Freienfels, Richard (1882–1949), deutscher Philosoph und Psychologe
- Müller-Freienfels, Wolfram (1916–2007), deutscher Jurist und Hochschullehrer
- Müller-Frerich, Franz (1890–1962), deutscher Schriftsteller
- Müller-Fried, Herbert (1912–2007), deutscher Graphiker und Maler
- Müller-Friedberg, Karl von (1755–1836), Schweizer Politiker, Organisator und erster Landammann des Kantons St. Gallen
- Müller-Funk, Ulrich (* 1947), deutscher Mathematiker, Wirtschaftsinformatiker und Hochschullehrer
- Müller-Funk, Wolfgang (* 1952), deutsch-österreichischer LiteraturwissenschaftlerWolfgang Müller-Funk (* 1952)

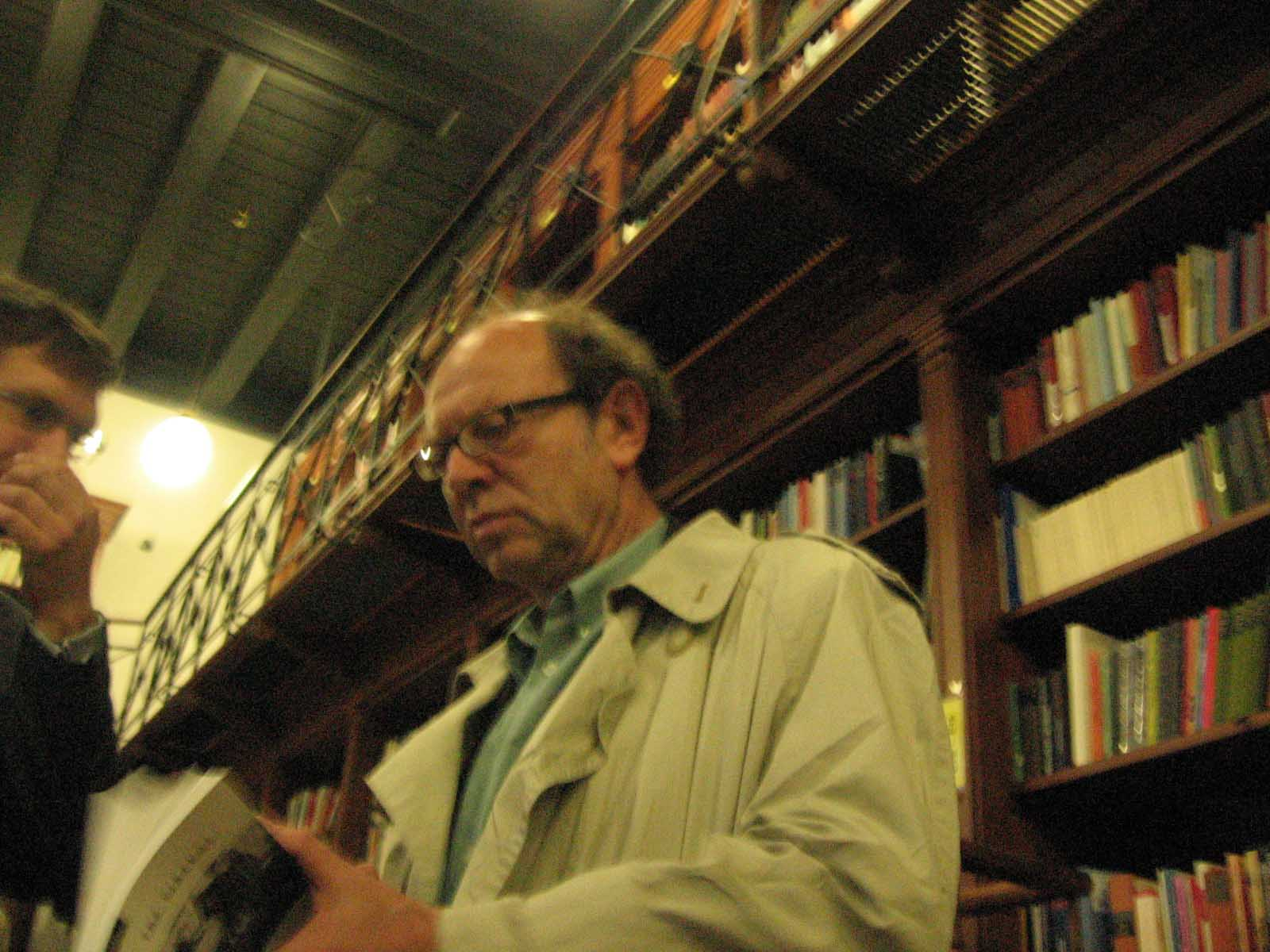
Wolfgang Müller-Funk (* 1952)

- Müller-Fürer, Theodor (1853–1913), deutscher Journalist
- Müller-Fürstenau, Erika (1924–1986), deutsche Schauspielerin

### Muller-G
- Müller-Gangloff, Erich (1907–1980), deutscher Direktor einer evangelischen Akademie und Autor
- Müller-Gebhard, Philipp (1889–1970), deutscher Generalleutnant im Zweiten Weltkrieg
- Müller-Gehrig, Susi (1925–1981), Schweizer Architektin
- Müller-Gemmeke, Beate (* 1960), deutsche Politikerin (Bündnis 90/Die Grünen), MdB
- Müller-Gera, Willy (1887–1981), deutscher Maler und Graphiker
- Müller-Gerbes, Geert (1937–2020), deutscher Journalist, Moderator und Autor
- Müller-Gerhardt, Rudolf (1873–1962), deutscher Tier- und Landschaftsmaler
- Müller-Glöge, Rudi (* 1951), deutscher Jurist und Vizepräsident des Bundesarbeitsgerichtes
- Müller-Gögler, Maria (1900–1987), deutsche Schriftstellerin
- Müller-Goldboom, Gerhardt (* 1953), deutscher Musiker, Dirigent und Komponist
- Müller-Goldegg, Richard (1852–1932), deutscher Jurist in der Finanz- und Zollverwaltung
- Müller-Gossen, Franz (1871–1946), deutscher Landschaftsmaler und Marinemaler der Düsseldorfer Schule
- Müller-Graf, Kurt (1913–2013), deutscher Schauspieler und Festspielintendant
- Müller-Gräfe, Ernst (1879–1954), deutscher Maler und Grafiker
- Müller-Graff, Peter-Christian (* 1945), deutscher Rechtswissenschaftler und Hochschullehrer
- Müller-Grah, Alfred (1847–1912), deutscher Architekt des Historismus
- Müller-Grählert, Martha (1876–1939), deutsche SchriftstellerinMartha Müller-Grählert (1876–1939)

Martha Müller-Grählert (1876–1939)

- Müller-Groeling, Axel (* 1964), deutscher Physiker und Manager
- Müller-Groeling, Hubertus (1929–2019), deutscher Wirtschaftswissenschaftler
- Müller-Gronbach, Thomas (* 1960), deutscher Mathematiker und Hochschullehrer
- Müller-Grote, Hans-Dietrich (1910–1990), deutscher Verleger
- Müller-Guttenbrunn, Adam (1852–1923), österreichischer Schriftsteller und Kulturpolitiker, Abgeordneter zum NationalratAdam Müller-Guttenbrunn (1852–1923)

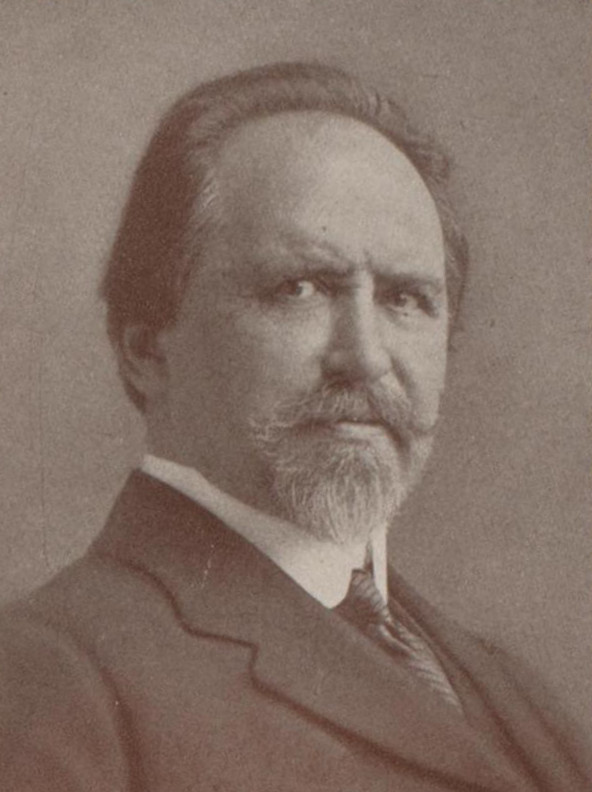
Adam Müller-Guttenbrunn (1852–1923)

- Müller-Guttenbrunn, Herbert (1887–1945), österreichischer Publizist, Schriftsteller und Satiriker
- Müller-Guttenbrunn, Roderich (1892–1956), österreichischer Schriftsteller

### Muller-H
- Müller-Haas, Marlene (* 1948), deutsche Übersetzerin
- Müller-Haccius, Otto (1895–1988), deutscher Funktionär (NSDAP) und Politiker (CDU), MdL
- Müller-Hagedorn, Lothar (* 1941), deutscher Betriebswirt und Hochschullehrer
- Müller-Hagen, Stephanie (* 1982), deutsche Theater- und Filmschauspielerin
- Müller-Hahl, Bernhard (1918–1985), deutscher Politiker (CSU), Landrat und MdL Bayern
- Müller-Hain, Ernst August (1896–1970), deutscher Maler und Grafiker
- Müller-Hanssen, Hans-Georg (1908–1998), deutscher Kunstmaler und Graphiker
- Müller-Harang, Ulrike (* 1952), deutsche Germanistin
- Müller-Hartburg, Herbert (1925–2011), österreichischer Architekt
- Müller-Hartmann, Erwin (1941–2020), deutscher Physiker
- Müller-Hartmann, Robert (1884–1950), deutscher Komponist, Musikschriftsteller und Musikpädagoge
- Müller-Hegemann, Dietfried (1910–1989), deutscher Neurologe, Psychiater und Psychotherapeut
- Müller-Heim, Georg (* 1879), deutscher Journalist und Schriftsteller
- Müller-Hellwig, Alen (1901–1993), deutsche Kunstweberin
- Müller-Hemmi, Vreni (* 1951), Schweizer Politikerin (SP)
- Müller-Hennig, Erika (1908–1985), deutsche Schriftstellerin
- Müller-Henning, Erich (1906–1942), deutscher Verwaltungsbeamter (NSDAP) und Landrat
- Müller-Henning, Margarete (1924–2015), deutsche Schriftstellerin, Lyrikerin und Nachdichterin ukrainischer Herkunft
- Müller-Hermann, Ernst (1915–1994), deutscher Politiker (CDU), MdBB, MdB, MdEP und Journalist
- Müller-Hermann, Johanna (1868–1941), österreichische KomponistinJohanna Müller-Hermann (1868–1941)

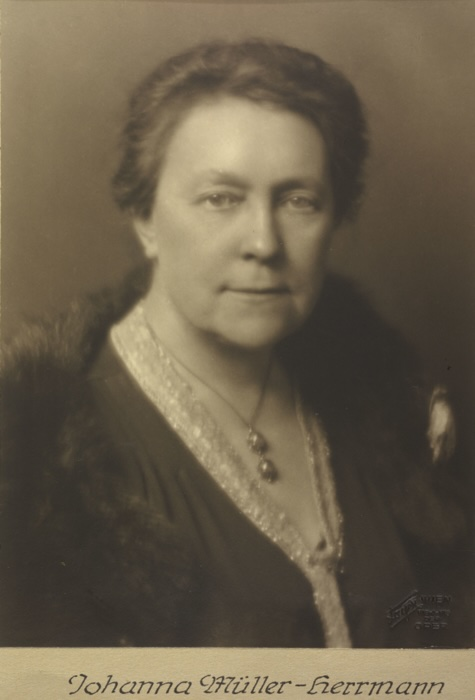
Johanna Müller-Hermann (1868–1941)

- Müller-Hermann, Michaela (* 1982), deutsche Juristin und Richterin
- Müller-Hermelink, Hans Konrad (1943–2024), deutscher Pathologe und Hochschullehrer
- Müller-Herold, Ulrich (* 1943), deutscher Chemiker
- Müller-Herrmann, Anna (1888–1975), deutsche Gymnastiklehrerin und Gründerin von Gymnastikschulen
- Müller-Heß, Victor (1883–1960), deutscher Rechtsmediziner
- Müller-Heuser, Franz (1932–2010), deutscher Konzertsänger und Musikhochschulprofessor
- Müller-Heydenreich, Eckhart (* 1935), deutscher Rechtsanwalt
- Müller-Hill, Benno (1933–2018), deutscher Genetiker, Biochemiker und Wissenschaftshistoriker
- Müller-Hill, Eva (* 1980), deutsche Mathematikerin
- Müller-Hill, Werner Otto (1885–1977), deutscher Jurist
- Müller-Hillebrand, Burkhart (1904–1987), deutscher Offizier
- Müller-Hillebrand, Dietrich (1902–1964), deutscher Elektrotechniker und Hochschullehrer
- Müller-Hillebrand, Markwart (1900–1980), deutscher Architekt
- Müller-Hofmann, Wilhelm (1885–1948), Maler, Grafiker und Hochschullehrer
- Müller-Hohensee, Hans-Jürgen (* 1950), deutscher Schauspieler und Regisseur
- Müller-Hohenstein, Katrin (* 1965), deutsche Radio- und FernsehmoderatorinKatrin Müller-Hohenstein (* 1965)

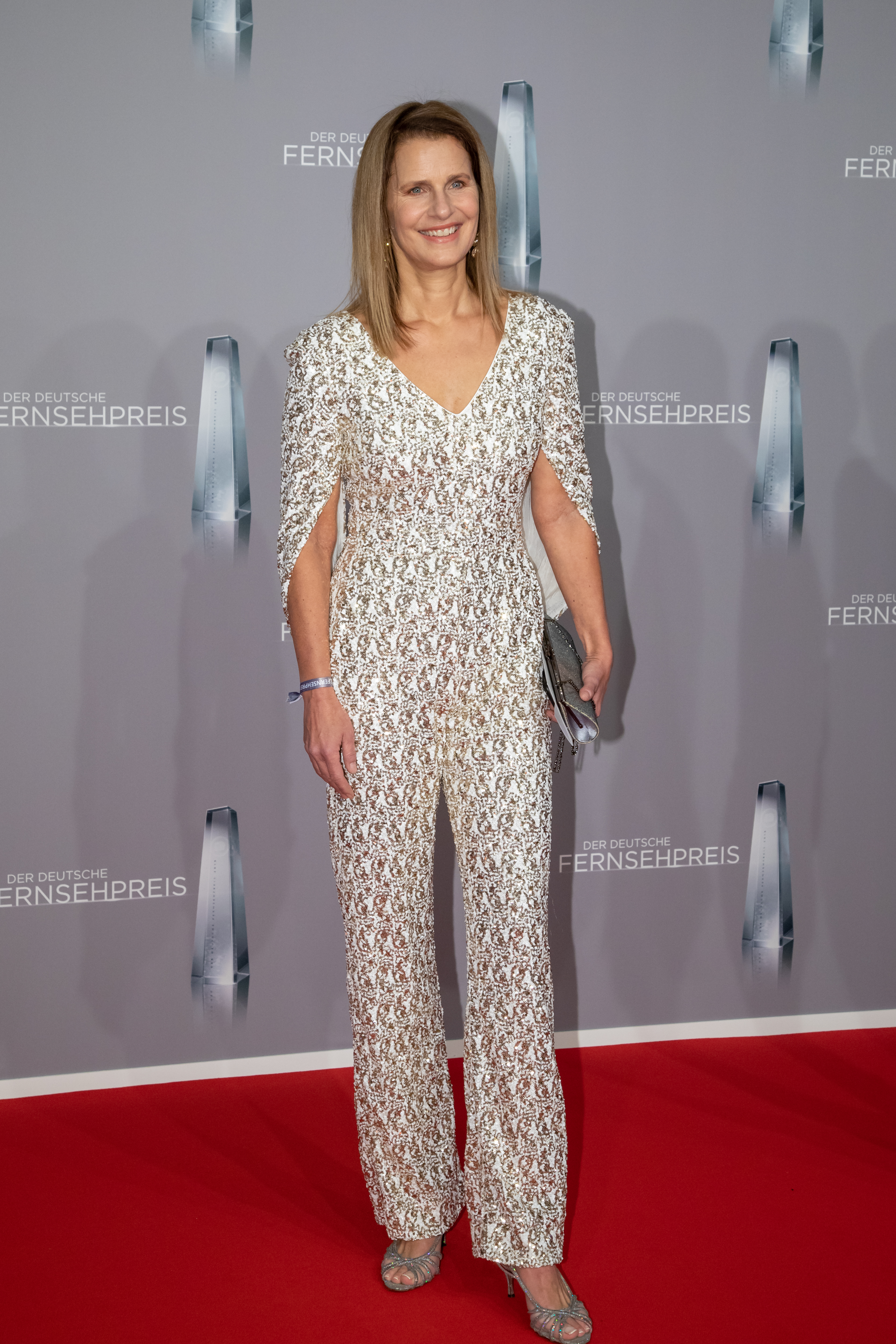
Katrin Müller-Hohenstein (* 1965)

- Müller-Hohenstein, Klaus (* 1936), deutscher Geograph und emeritierter Professor für Biogeographie
- Müller-Hollenhorst, Hermann (1841–1910), deutscher Kaufmann und Politiker (NLP), MdR
- Müller-Holm, Ernst (1861–1927), deutscher Schriftsteller
- Müller-Holtkemper, Carola (* 1955), deutsche Diplomatin
- Müller-Holtz, Siegrid (* 1948), deutsche Bildende Künstlerin
- Müller-Hönow, Ulrich (* 1955), deutscher Schauspieler, Regisseur, Theaterleiter, Puppenspieler, Synchron- und Hörspielsprecher
- Müller-Hoppenworth, Heinz (1907–1942), deutscher Verwaltungsjurist und Landrat
- Müller-Hornbach, Gerhard (* 1951), deutscher Komponist, Dirigent und Musikpädagoge
- Müller-Hörner, Rainer (* 1967), deutscher Triathlet
- Müller-Hufschmid, Willi (1890–1966), deutscher Maler
- Müller-Hülsebusch, Bernhard (1937–2020), deutscher Journalist und Buchautor

### Muller-I
- Müller-Ibold, Klaus (1929–2014), deutscher Stadtplaner, Oberbaudirektor in Hamburg (1972–1980)

### Muller-J
- Müller-Jabusch, Maximilian (1889–1961), deutscher Journalist
- Müller-Jacobsen, Anke (* 1958), deutsche Rechtsanwältin und Verfassungsrichterin
- Müller-Jahncke, Wolf-Dieter (* 1944), deutscher Apotheker, Fachbuchautor und Hochschullehrer
- Müller-Jahnke, Clara (1860–1905), deutsche sozialistische Dichterin, Journalistin und FrauenrechtlerinClara Müller-Jahnke (1860–1905)

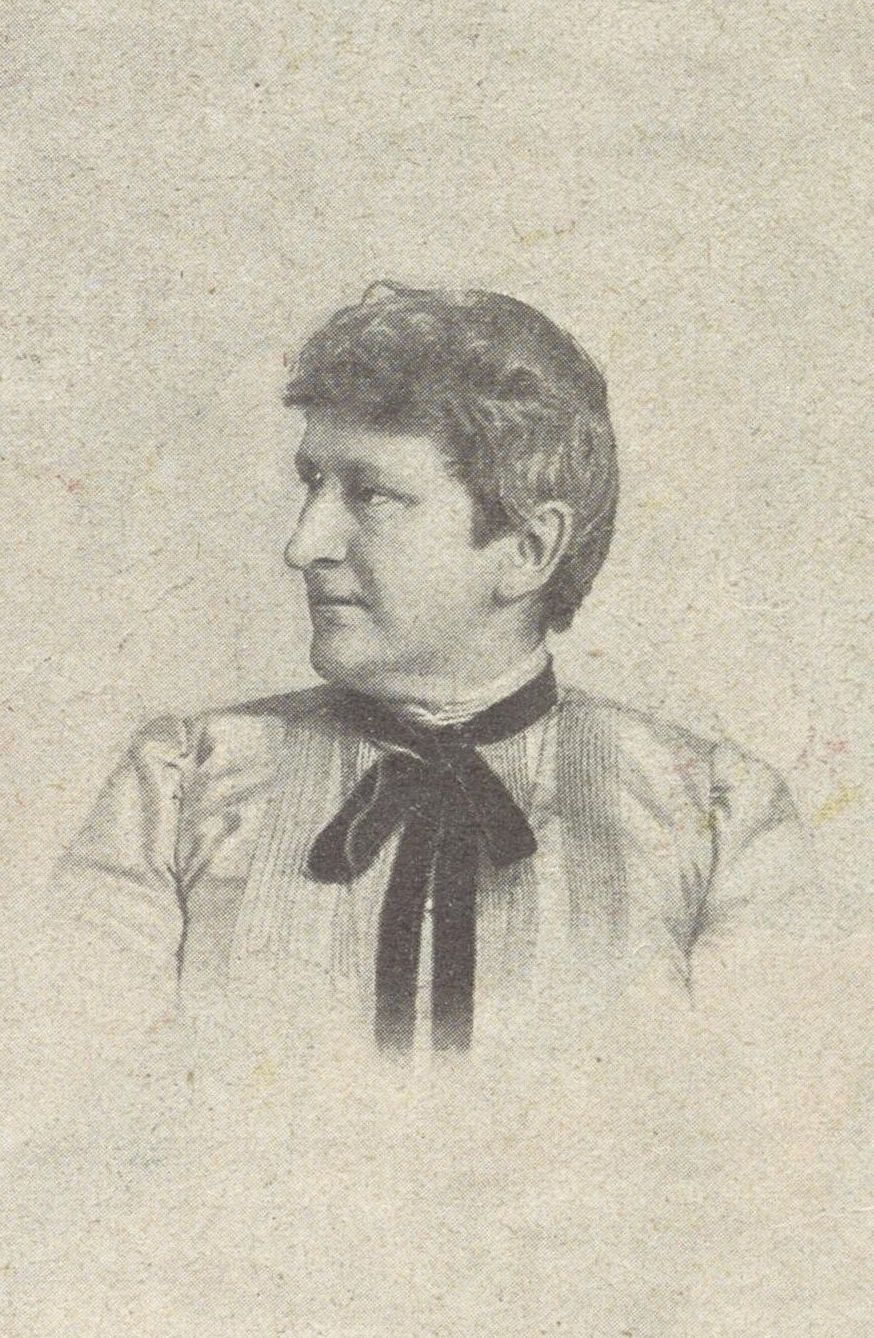
Clara Müller-Jahnke (1860–1905)

- Müller-Jelmoli, Heinrich (1844–1935), Schweizer Versicherungsmanager und Reise-Schriftsteller
- Müller-Jena, Otto (1875–1958), deutscher Architekt
- Müller-Jensen, Helgard (* 1939), deutsche Galeristin für zeitgenössische Kunst
- Müller-Jensen, Kei (* 1936), deutscher Ophthalmologe und Kunstwissenschaftler
- Müller-Jentsch, Walther (1935–2025), deutscher Wirtschafts- und Sozialwissenschaftler
- Müller-Jerina, Alwin (* 1952), deutscher Bibliothekar
- Müller-John, Hermann (1894–1945), deutscher Musikdirektor des Musikkorps der Leibstandarte SS „Adolf Hitler“ und Leibstandarten-Obermusikmeister
- Müller-Jontschewa, Alexandra (* 1948), deutsch-bulgarische Malerin und Grafikerin
- Müller-Jung, Heinz (1918–1986), deutscher Maler und Restaurator
- Müller-Jung, Joachim (* 1964), deutscher Journalist
- Müller-Jürgens, Georg (1883–1971), deutscher Jurist, Bürgermeister von Jever und Oberkirchenrat

### Muller-K
- Müller-Kaboth, Konrad (1882–1909), deutscher Kunstschriftsteller
- Müller-Kaempff, Else (1869–1940), deutsche Malerin
- Müller-Kaempff, Paul (1861–1941), deutscher Maler, Zeichner und LithografPaul Müller-Kaempff (1861–1941)

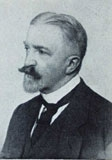
Paul Müller-Kaempff (1861–1941)

- Müller-Kageler, Barbara (1938–2023), deutsche Künstlerin
- Müller-Kahle, Albert (1894–1941), deutscher Generalmajor im Dritten Reich
- Müller-Kaldenberg, Marc (* 1972), deutscher Fernsehproduzent
- Müller-Kallweit, Wolfgang (* 1967), deutscher Politiker (CDU), MdHB
- Müller-Kamp, Erich (1897–1980), deutscher Schriftsteller, Übersetzer und Verlagslektor
- Müller-Kampel, Beatrix (* 1958), österreichische Germanistin und Literaturwissenschaftlerin
- Müller-Karpe, Andreas (* 1957), deutscher Prähistoriker und Vorderasiatischer Archäologe
- Müller-Karpe, Hermann (1925–2013), deutscher Prähistoriker
- Müller-Karpe, Michael (* 1955), deutscher Vorderasiatischer Archäologe
- Müller-Kasztelan, Michael (* 1981), deutscher Opernsänger (Tenor)
- Müller-Kesting, Gerda (1902–1996), deutsche Grafikerin, Malerin und Fotografin
- Müller-Kinet, Hartmut (1938–2003), deutscher Historiker und Staatssekretär
- Müller-Kirchenbauer, Hanno (1934–2004), deutscher Bauingenieur für Geotechnik
- Müller-Kirsten, Harald J. W. (* 1935), deutscher theoretischer Physiker
- Müller-Klepper, Petra (* 1957), deutsche Politikerin (CDU), MdL
- Müller-Klug, Klaus (* 1938), deutscher Bildhauer
- Müller-Klug, Monika (* 1937), deutsche Bildhauerin
- Müller-Klug, Till (* 1967), deutscher Autor und Regisseur
- Müller-Korn, Caroline (* 1993), deutsche HandballspielerinCaroline Müller-Korn (* 1993)

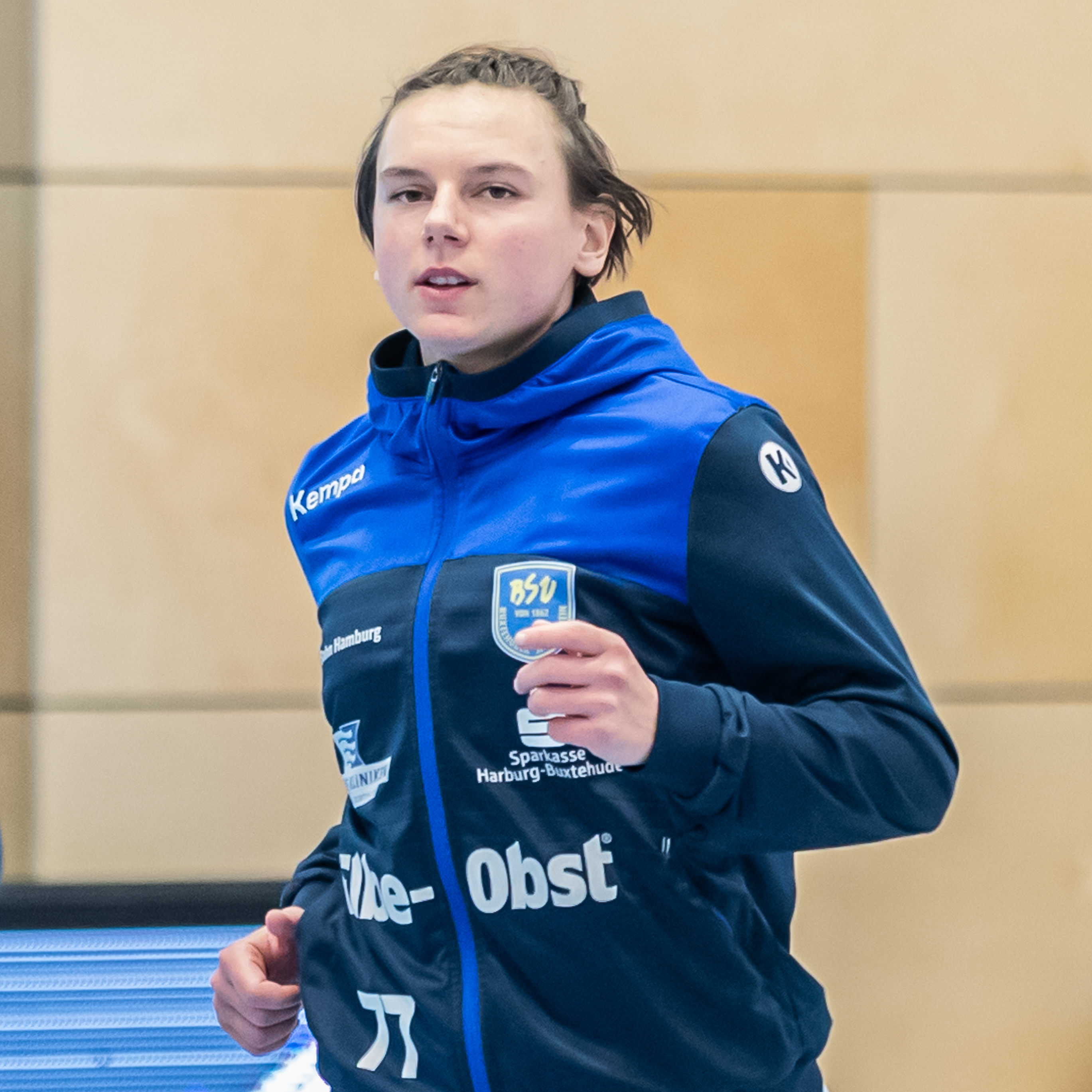
Caroline Müller-Korn (* 1993)

- Müller-Kraenner, Sascha (* 1963), deutscher Experte für Naturschutz, Klimapolitik, Energiepolitik sowie europäische und internationale BeziehungenSascha Müller-Kraenner (* 1963)

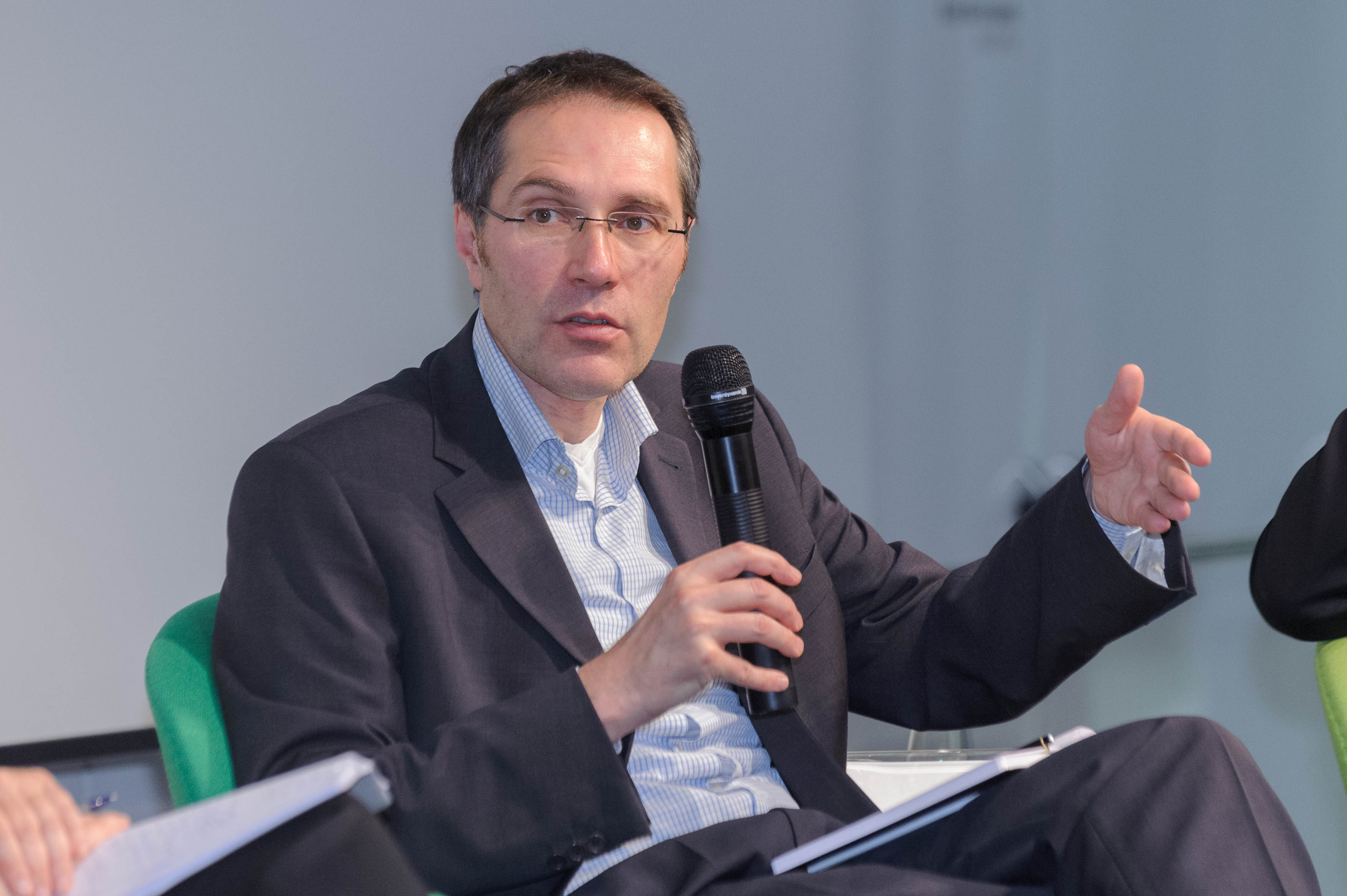
Sascha Müller-Kraenner (* 1963)

- Müller-Kranich, Alfred (* 1955), deutscher Komponist und Organist
- Müller-Krauspe, Gerda (1936–2022), deutsche Designtheoretikerin und Designerin
- Müller-Kray, Hans (1908–1969), deutscher Dirigent
- Müller-Krumbach, Renate (1936–2021), deutsche Kunsthistorikerin
- Müller-Krumbhaar, Heiner (1944–2024), deutscher Physiker
- Müller-Kuberski, Ingrid (* 1936), deutsche Textilkünstlerin, Textilrestauratorin und Kostümbildnerin
- Müller-Kurzwelly, Konrad (1855–1914), deutscher Maler

### Muller-L
- Müller-Lamberty, August (1891–1989), deutscher Maler
- Müller-Lampertz, Richard (1910–1982), deutscher Dirigent, Pianist und Komponist
- Müller-Lancé, Johannes (* 1963), deutscher Romanist
- Müller-Lancé, Karl-Heinz (* 1926), deutscher Organist, Musikwissenschaftler und Musikpädagoge
- Müller-Landau, Rolf (1903–1956), deutscher Maler
- Müller-Landauer, Ruth (1929–2023), deutsche Tanzlehrerin
- Müller-Landeck, Fritz (1865–1942), deutscher Maler und Hochschullehrer
- Müller-Langenthal, Friedrich (1884–1969), evangelischer Bischof und Historiker in Siebenbürgen
- Müller-Langer, Frank (* 1978), deutscher Wirtschaftswissenschaftler
- Müller-Lankow, Heinz-Joachim (1910–1979), deutscher Offizier
- Müller-Lankow, Helmut (1928–2006), deutscher Schauspieler und Sprecher
- Müller-Lantzsch, Nikolaus (1943–2017), deutscher Virologe und Hochschullehrer
- Müller-Laube, Hans-Martin (* 1940), deutscher Rechtswissenschaftler
- Müller-Lauter, Wolfgang (1924–2001), deutscher Philosoph
- Müller-Leibl, Monika (* 1943), deutsche Malerin und Grafikerin
- Müller-Lenhartz, Wilhelm (1873–1952), deutscher Agrarwissenschaftler und Politiker (DNVP), MdR
- Müller-Lietzkow, Jörg (* 1970), deutscher Kommunikationswissenschaftler, Hochschullehrer und Universitätspräsident
- Müller-Lincke, Anna (1869–1935), deutsche Soubrette und Bühnen- und FilmschauspielerinAnna Müller-Lincke (1869–1935)

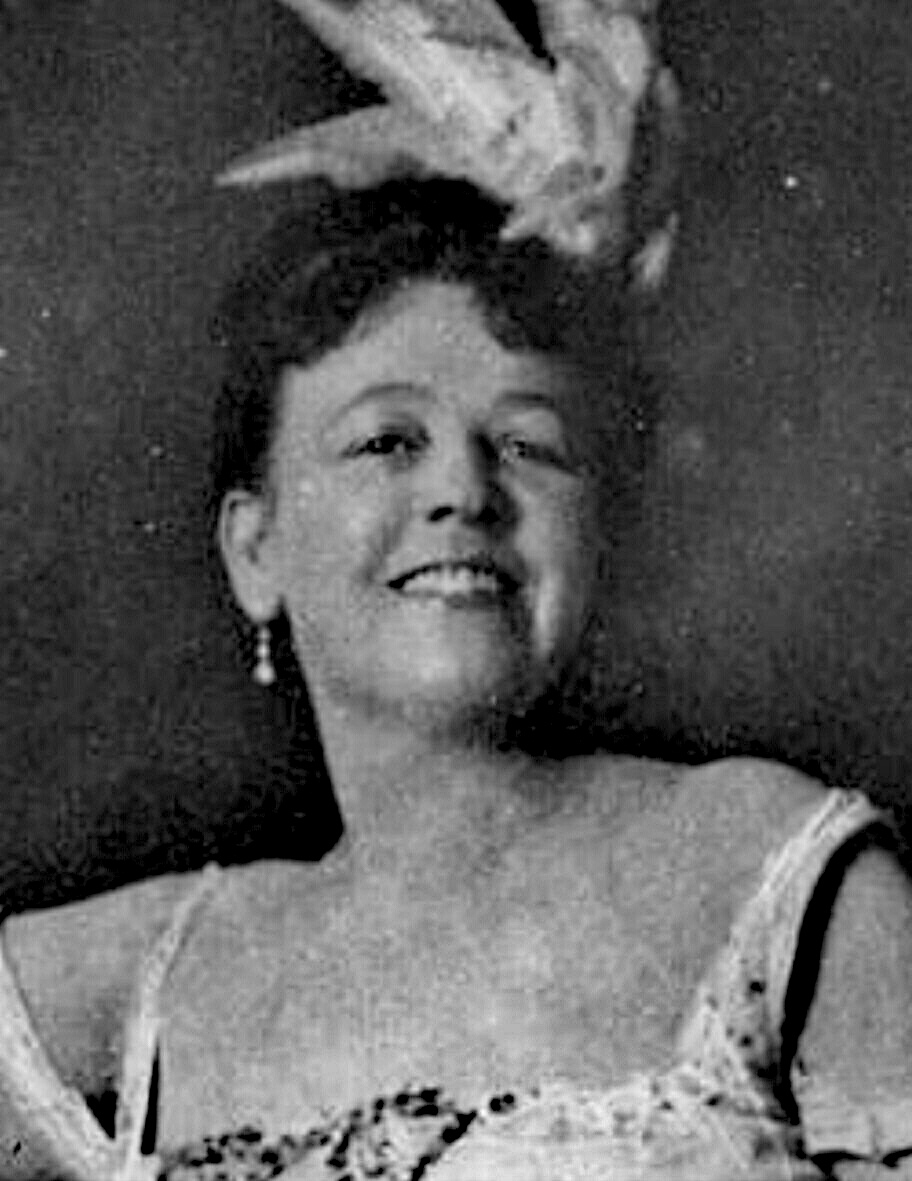
Anna Müller-Lincke (1869–1935)

- Müller-Link, Peter-Heinz (1921–2009), deutscher Politiker (FDP), MdHB
- Müller-Linow, Bruno (1909–1997), deutscher Maler und Graphiker
- Müller-Lisowski, Käte (1883–1960), deutsche Keltologin
- Müller-Lückendorf, Willy (1905–1969), deutscher Maler
- Müller-Luckmann, Elisabeth (1920–2012), deutsche Psychologin
- Müller-Luckner, Elisabeth, deutsche Historikerin und Heimatforscherin
- Müller-Lukoschek, Jutta, deutsche Juristin
- Müller-Lussnigg, Maria (1914–2012), österreichische Schauspielerin, Radiomoderatorin und Schriftstellerin
- Müller-Lütkemeier, Fabienne (* 1989), deutsche Dressurreiterin
- Müller-Lyer, Franz (1857–1916), deutscher Psychiater, Soziologe und Schriftsteller

### Muller-M
- Müller-Madej, Stella (1930–2013), Überlebende des Holocaust und Zeitzeugin
- Müller-Maguhn, Andy (* 1971), deutscher Sprecher des Chaos Computer ClubAndy Müller-Maguhn (* 1971)

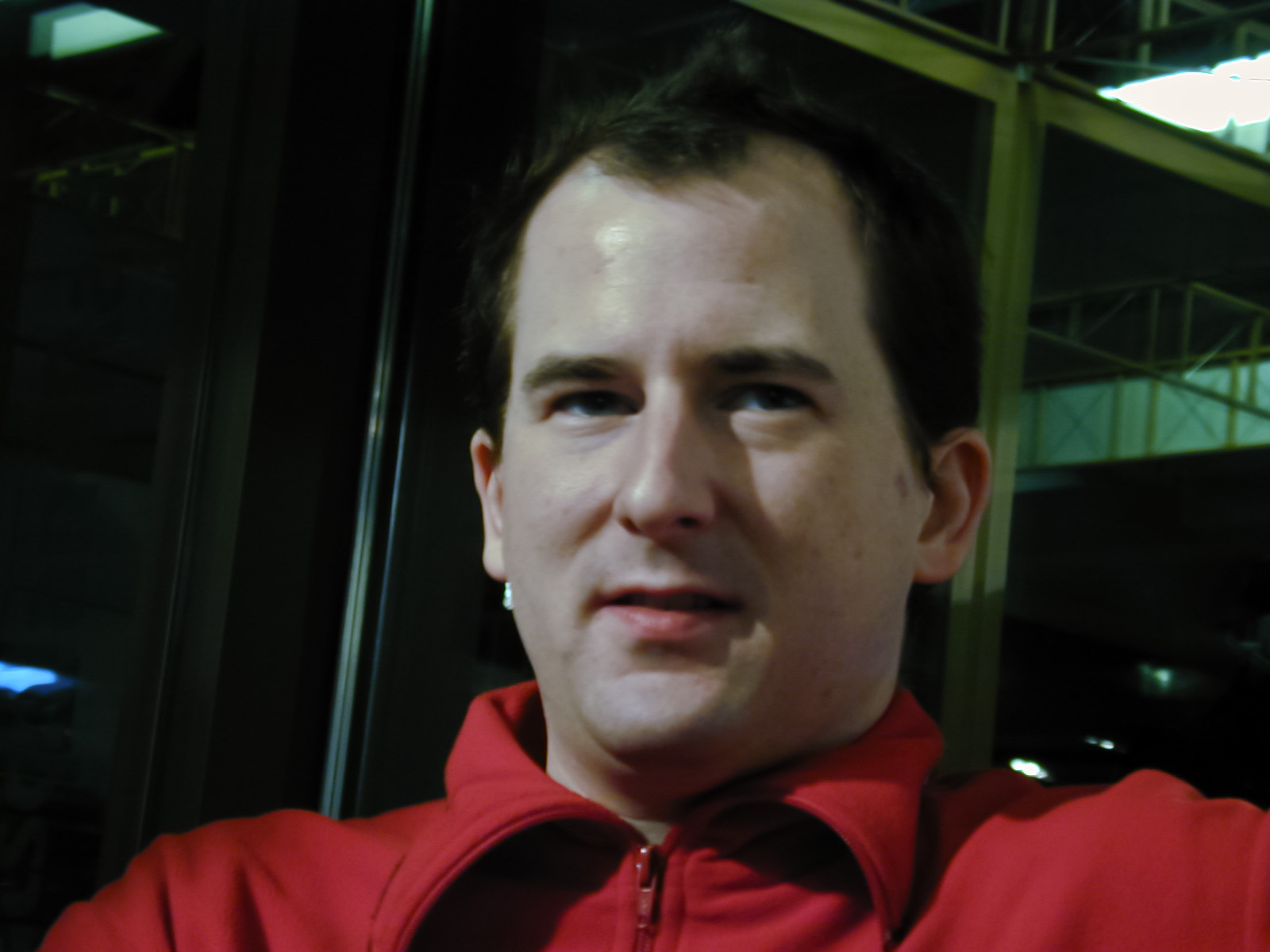
Andy Müller-Maguhn (* 1971)

- Müller-Mahn, Detlef (* 1955), deutscher Geograph und Hochschullehrer für Sozial- und Kulturgeographie
- Müller-Mall, Sabine (* 1979), deutsche Rechts- und Politikwissenschaftlerin
- Müller-Marein, Josef (1907–1981), deutscher Journalist und Schriftsteller
- Müller-Marienburg, Lars (* 1977), deutsch-österreichischer evangelisch-lutherischer Geistlicher
- Müller-Markmann, Burkhardt (1950–2011), deutscher Wirtschaftswissenschaftler und Hochschullehrer
- Müller-Marzohl, Alfons (1923–1997), Schweizer Lehrer, Kulturredaktor, Fachmann für Erwachsenenbildung und Wissenschaftspolitiker (CSP und CVP)
- Müller-Massdorf, Julius (1863–1933), deutscher Genre- und Porträtmaler sowie Illustrator der Düsseldorfer Schule
- Müller-Mattil, Richard (1873–1961), deutscher Politiker
- Müller-Mees, Elke (1942–2011), deutsche Schriftstellerin
- Müller-Mehlis, Reinhard (1931–2020), deutscher Kunsthistoriker
- Müller-Meinhard, Christoph (* 1964), deutscher Marineoffizier
- Müller-Meiningen, Ernst (1866–1944), deutscher Politiker (DDP, FVP, FVp), MdR
- Müller-Meiningen, Ernst junior (1908–2006), deutscher Zeitungsjournalist
- Müller-Melchiors, Johann Baptist (1815–1872), Landtagsabgeordneter Großherzogtum Hessen
- Müller-Menckens, Gerhard (1917–2007), deutscher Architekt und Hochschullehrer
- Müller-Merbach, Heiner (1936–2015), deutscher Wirtschaftsinformatiker
- Müller-Mertens, Eckhard (1923–2015), deutscher Historiker
- Müller-Michaels, Harro (1936–2023), deutscher Literaturdidaktiker, Literaturwissenschaftler und Hochschulpolitiker
- Müller-Miny, Heinrich (1900–1981), deutscher Geograph
- Müller-Model, Elsa (1902–1981), Schweizer Unternehmerin
- Müller-Möhl, Carolina (* 1968), Schweizer Investorin und PhilanthropinCarolina Müller-Möhl (* 1968)

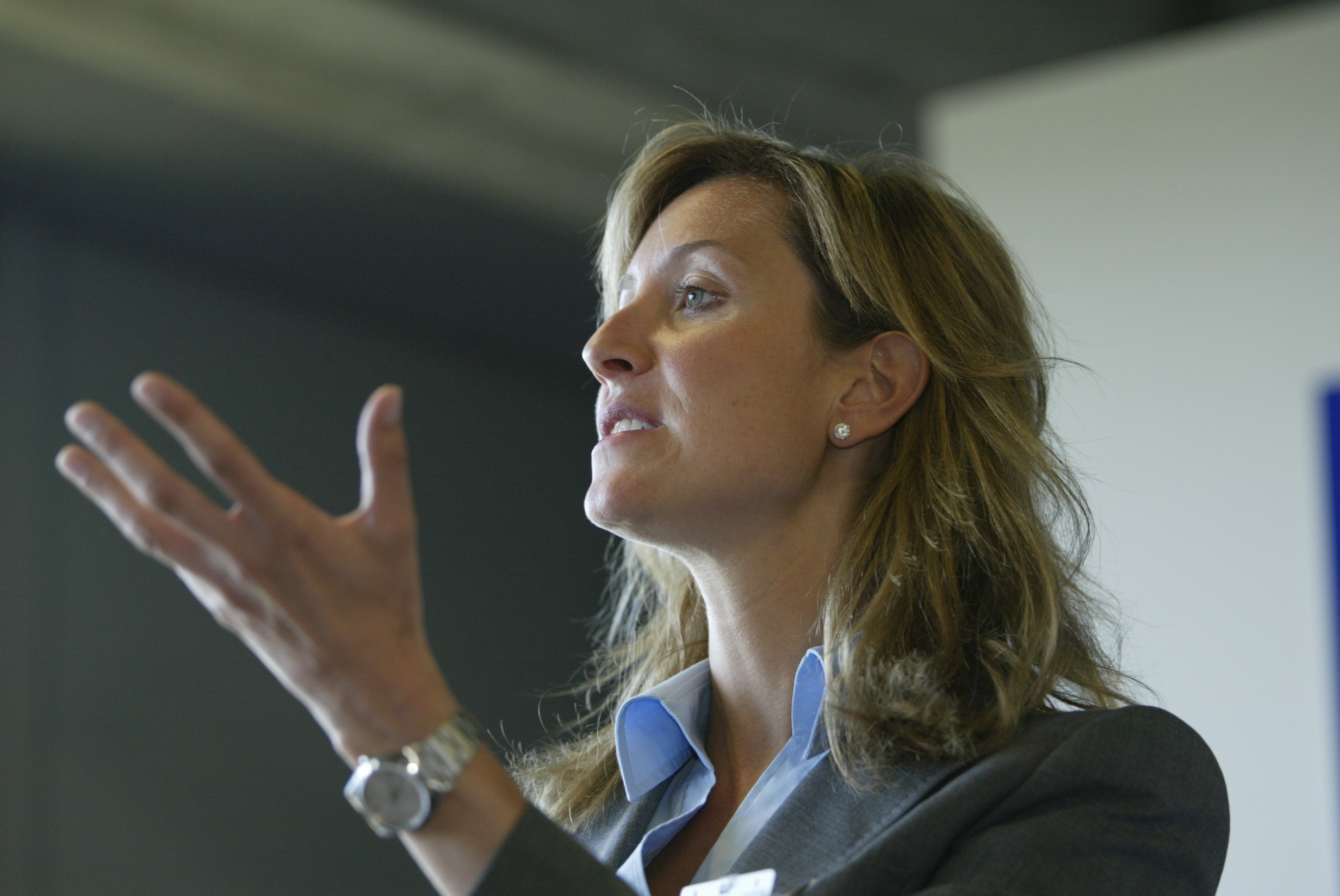
Carolina Müller-Möhl (* 1968)

- Müller-Möhl, Ernst (1957–2000), Schweizer Bankier und Investor
- Müller-Molinari, Helga (* 1948), deutsche Opernsängerin (Mezzosopran)
- Müller-Motzfeld, Gerd (1941–2009), deutscher Entomologe und Ökologe

### Muller-N
- Müller-Nedebock, Lothar (1929–1990), evangelischer Geistlicher, Missionar, Präses der Evangelisch-Lutherischen Kirche im Südlichen Afrika (Natal-Transvaal)
- Müller-Nilsson, Diethelm (* 1929), deutscher Musikpädagoge

### Muller-O
- Müller-Oberhäuser, Gabriele (* 1950), deutsche Buchwissenschaftlerin
- Müller-Oerlinghausen, Berthold (1893–1979), deutscher Bildhauer
- Müller-Oerlinghausen, Bruno (* 1936), deutscher Psychopharmakologe
- Müller-Omeltchenko, Olga (* 1972), deutsche Tanzlehrerin, Wertungsrichterin und Tanz-Weltmeisterin
- Müller-Ortloff, Edith (1911–1994), deutsche Textilkünstlerin
- Müller-Osten, Kurt (1905–1980), deutscher evangelischer Theologe
- Müller-Osten, Wolfgang (1910–1995), deutscher Sanitätsoffizier, Chirurg und Standespolitiker
- Müller-Otfried, Hugo (1860–1933), deutscher Verwaltungsbeamter
- Müller-Otfried, Paula (1865–1946), deutsche Sozialarbeiterin, Frauenrechtlerin und Politikerin (DNVP), MdR
- Müller-Ott, Klaus (* 1953), deutscher Allgemein- und Sportmediziner sowie Sportfunktionär

### Muller-P
- Müller-Palleske, Carl Friedrich (1856–1930), deutscher Dramatiker und Pädagoge
- Müller-Palm, Adolf (1840–1904), deutscher Journalist, Schriftsteller und Zeitungsverleger
- Müller-Partenkirchen, Fritz (1875–1942), deutscher Schriftsteller
- Müller-Pathle, Bernd (1940–2019), deutscher Kaufmann und Politiker (CDU), MdL
- Müller-Payer, Ella (1879–1957), württembergische Politikerin (DDP), MdL 1919–1920
- Müller-Payer, Hans Georg (1902–1972), deutscher Jurist und Redakteur
- Müller-Pering, Thomas (* 1958), deutscher Gitarrist, Professor an der HfM "Franz Liszt" Weimar
- Müller-Piepenkötter, Roswitha (* 1950), deutsche Politikerin (CDU)Roswitha Müller-Piepenkötter (* 1950)

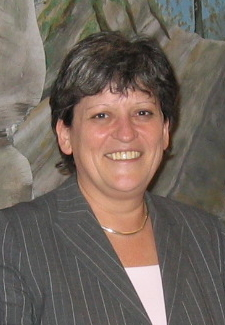
Roswitha Müller-Piepenkötter (* 1950)

- Müller-Pilgram, Heinz (1913–1984), deutscher Maler und Zeichner
- Müller-Plantenberg, Clarita (* 1943), deutsche Soziologin
- Müller-Plantenberg, Urs (* 1937), deutscher Soziologe und Lateinamerikanist
- Müller-Plath, Gisela (* 1963), deutsche Psychologin
- Müller-Plathe, Florian (* 1960), deutscher Theoretischer Chemiker
- Müller-Pöhl, Erika (* 1939), deutsche Gebrauchsgrafikerin und Buchillustratorin
- Müller-Pohle, Andreas (* 1951), deutscher Künstler, Fotograf und Verleger
- Müller-Poyritz, Karl (* 1875), deutscher Journalist, Schriftsteller und Herausgeber
- Müller-Preis, Ellen (1912–2007), österreichische Florettfechterin und Olympiasiegerin
- Müller-Preußker, Michael (1946–2015), deutscher Physiker
- Müller-Prießen, Marith (* 1990), deutsche Fußballspielerin

### Muller-Q
- Müller-Quade, Jörn (* 1967), deutscher Informatiker, Kryptograph und Hochschullehrer

### Muller-R
- Müller-Rastatt, Carl (1861–1931), deutscher Redakteur und Schriftsteller
- Müller-Rech, Franziska (* 1985), deutsche Politikerin (FDP), MdLFranziska Müller-Rech (* 1985)

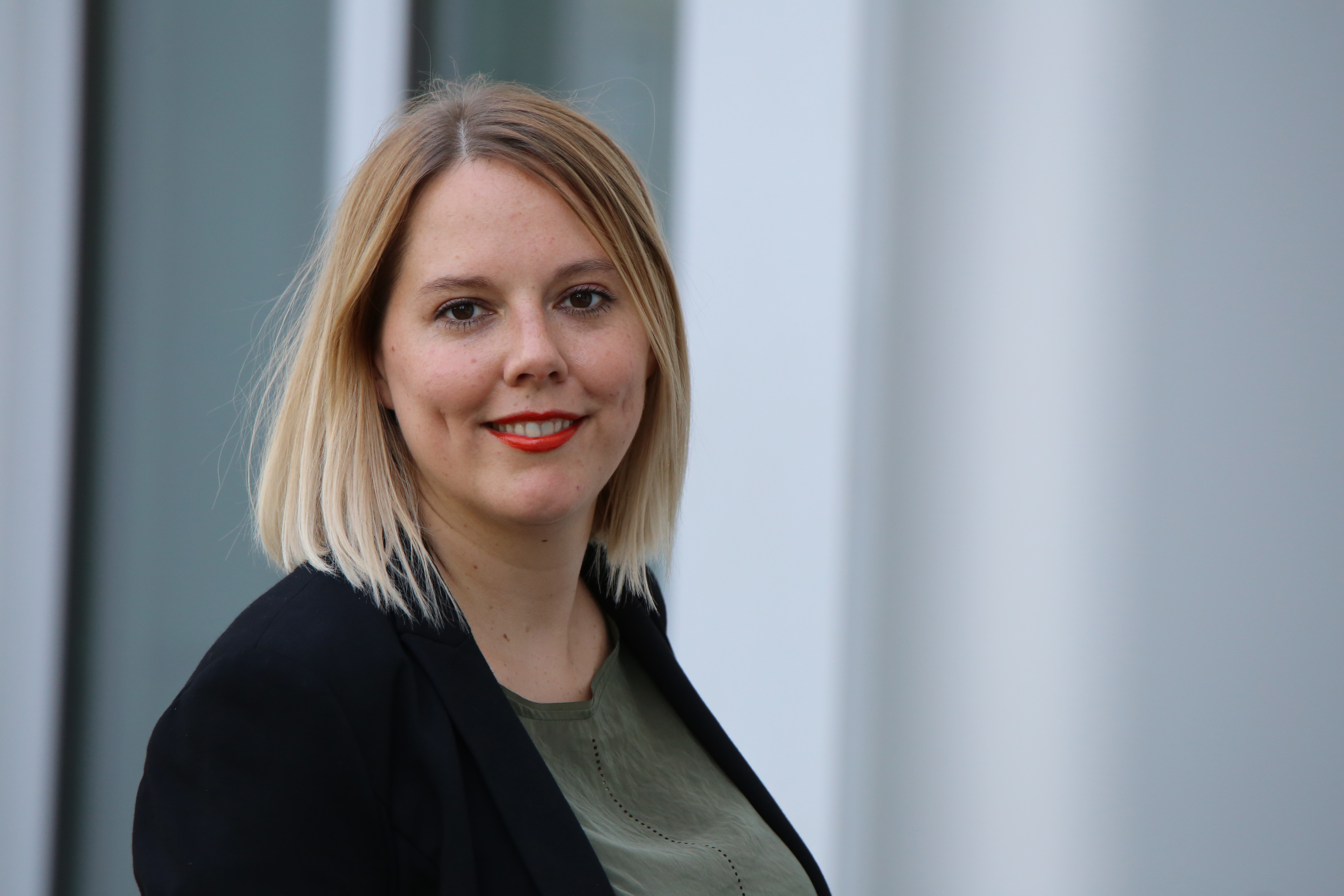
Franziska Müller-Rech (* 1985)

- Müller-Rehm, Georg Hans (1905–1945), deutscher Maler
- Müller-Rehm, Klaus (1907–1999), deutscher Architekt und Hochschulprofessor
- Müller-Rehrmann, Fritz (1889–1949), deutscher Komponist
- Müller-Reiffer, Ernst (1885–1957), Schweizer Industrieller
- Müller-Reinert, Bruno (1897–1954), deutscher Politiker (NSDAP), MdR
- Müller-Reinhardt, Isabella (* 1974), deutsche Fernsehmoderatorin und Sportreporterin
- Müller-Reinhart, Martin (1954–2009), Schweizer Künstler
- Müller-Reisinger, Martin (* 1969), österreichischer Schauspieler
- Müller-Reitzner, Kurt (1922–2002), österreichischer Schauspieler, Hörspielsprecher, Theaterregisseur und -leiter
- Müller-Remus, Dirk (* 1957), deutscher Manager, Gründer der Firmen auticon und Diversicon
- Müller-Ressing, Ariane (* 1947), deutsche Volkswirtin, Trägerin des Bundesverdienstkreuzes
- Müller-Reuter, Theodor (1858–1919), deutscher Dirigent und Komponist
- Müller-Röber, Bernd (* 1964), deutscher Molekularbiologe
- Müller-Römer, Frank (* 1936), deutscher Medienexperte und Ägyptologe
- Müller-Rommel, Ferdinand (* 1952), deutscher Politikwissenschaftler
- Müller-Roschach, Herbert (1910–1988), deutscher Diplomat
- Müller-Rosentritt, Frank (* 1982), deutscher Diplom-Betriebswirt und Politiker (FDP)Frank Müller-Rosentritt (* 1982)

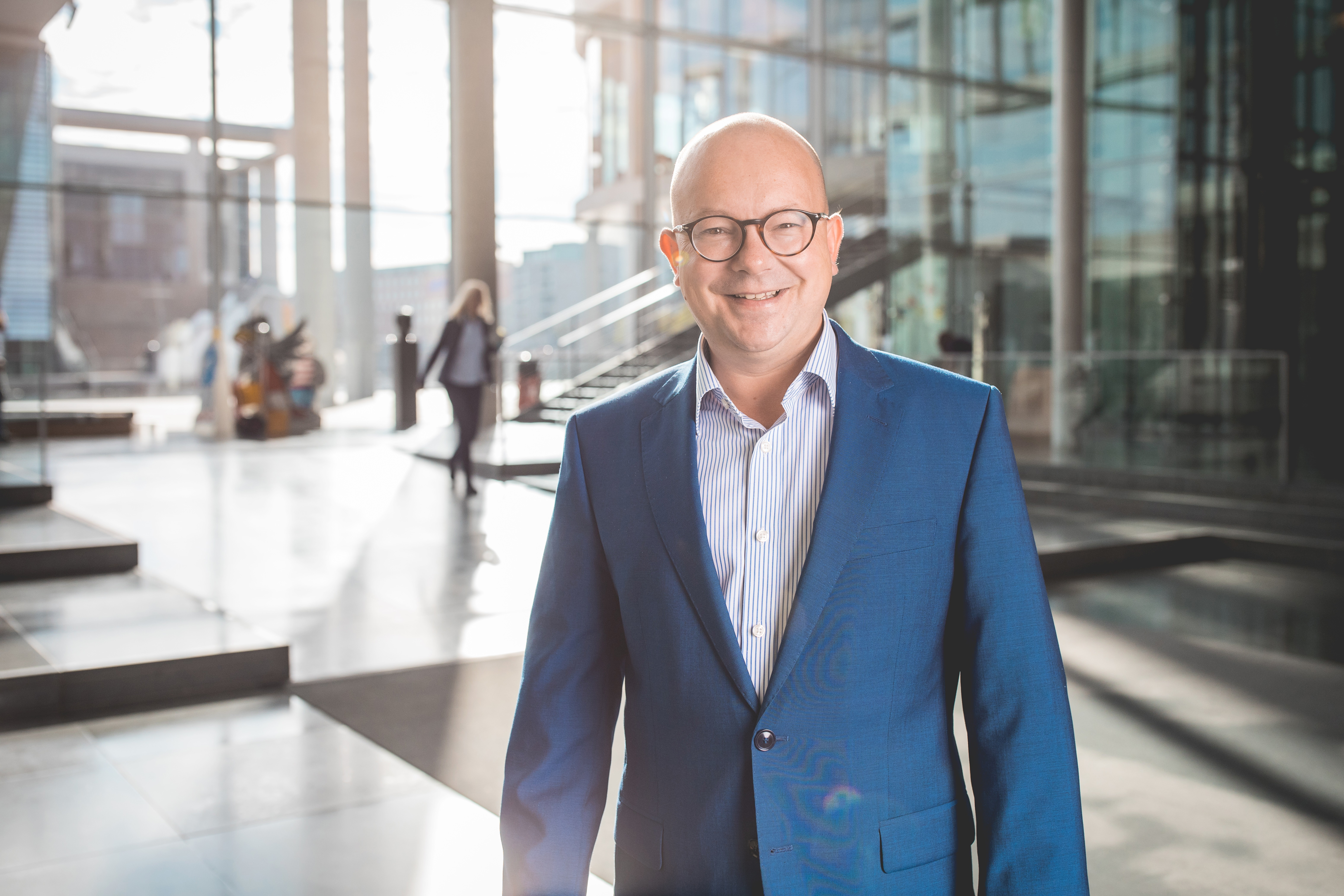
Frank Müller-Rosentritt (* 1982)

- Müller-Rospert, Ulrike (* 1958), deutsche Juristin, Richterin und Gerichtspräsidentin
- Müller-Roterberg, Christian (* 1972), deutscher Hochschullehrer und Sachbuchautor
- Müller-Rottgardt, Katrin (* 1982), deutsche Para-Leichtathletin
- Müller-Ruchholtz, Wolfgang (1928–2019), deutscher Emeritus für Immunologie
- Müller-Ruckwitt, Erwin (* 1943), deutscher Erwachsenenbildner und katholischer Medienexperte
- Müller-Ruppert, Stefan (* 1955), deutscher Schauspieler und Synchronsprecher

### Muller-S
- Müller-Sagan, Hermann (1857–1912), deutscher Verleger und Politiker (FVp), MdR3
- Müller-Saini, Gotelind (* 1963), deutsche Sinologin
- Müller-Samerberg, Karl Hermann (1869–1946), deutscher Maler
- Müller-Scheessel, Ernst (1863–1936), deutscher Künstler und Hochschullehrer
- Müller-Scheffsky, Johanna (* 1998), deutsche Volleyballspielerin
- Müller-Scheld, Wilhelm (1895–1969), deutscher Schriftsteller und NS-Funktionär
- Müller-Scherlenzky, Johann Friedrich (* 1842), deutscher Unternehmer und Mitglied des Provinziallandtages der Provinz Hessen-Nassau
- Müller-Scherz, Fritz (1945–2015), deutscher Drehbuchautor
- Müller-Schkeuditz, Edith (1921–2006), deutsche Malerin
- Müller-Schloen, Claus (1953–2015), deutscher Maler und Grafiker
- Müller-Schlösser, Hans (1884–1956), Düsseldorfer Regiolektdichter und DramatikerHans Müller-Schlösser (1884–1956)

Hans Müller-Schlösser (1884–1956)

- Müller-Schmäh, Inka (* 1976), deutsche Rechtsanwältin und Fußballschiedsrichterin
- Müller-Schneider, Thomas (* 1961), deutscher Soziologe
- Müller-Schnuttenbach, Hans (1889–1973), deutscher Maler
- Müller-Schoenau, Bernhard (1925–2003), deutscher Politiker (CDU), Mitglied des Abgeordnetenhauses von Berlin
- Müller-Schoenau, Burkhard (* 1957), deutscher Redakteur und Politiker (Bündnis 90/Die Grünen)
- Müller-Schöll, Albrecht (1927–1997), deutscher Akademiedirektor, Geograph, Pädagoge, Herausgeber und Honorarprofessor
- Müller-Schöll, Axel (* 1960), deutscher Architekt, Innenarchitekt, Designer und Hochschullehrer
- Müller-Schöll, Nikolaus (* 1964), deutscher Theaterwissenschaftler
- Müller-Schönefeld, Claus (1910–1991), deutscher Maler und Grafiker
- Müller-Schönefeld, Wilhelm (1867–1944), deutscher Maler
- Müller-Schorp, Hansi (1927–2022), deutsche Sach- und Werbefotografin
- Müller-Schott, Daniel (* 1976), deutscher Musiker, Cellist
- Müller-Schwefe, Gerhard (* 1914), deutscher Anglist
- Müller-Schwefe, Hans-Rudolf (1910–1986), deutscher evangelischer Theologe
- Müller-Seidel, Walter (1918–2010), deutscher Germanist und Hochschullehrer
- Müller-Senglet, Adolf (1896–1942), Schweizer Bauzeichner, Architekt, Kunstfreund und Heraldiker
- Müller-Seps, Monika (* 1986), Schweizer Schachspielerin
- Müller-Siemens, Detlev (* 1957), deutscher Komponist und Dirigent
- Müller-Simon, Gerald (1931–2023), deutscher Maler, Grafiker und Keramiker
- Müller-Sommer, Maria (1922–2023), deutsche Bühnenverlegerin
- Müller-Sönksen, Burkhardt (* 1959), deutscher Politiker (FDP), MdHB, MdBBurkhardt Müller-Sönksen (* 1959)

Burkhardt Müller-Sönksen (* 1959)

- Müller-Spahn, Franz (1950–2009), deutscher Psychiater
- Müller-Spieß, Ludovica († 1837), deutsche Schauspielerin
- Müller-Spirra, Stephanie (* 1983), deutsche Fernsehmoderatorin, Journalistin und ReporterinStephanie Müller-Spirra (* 1983)

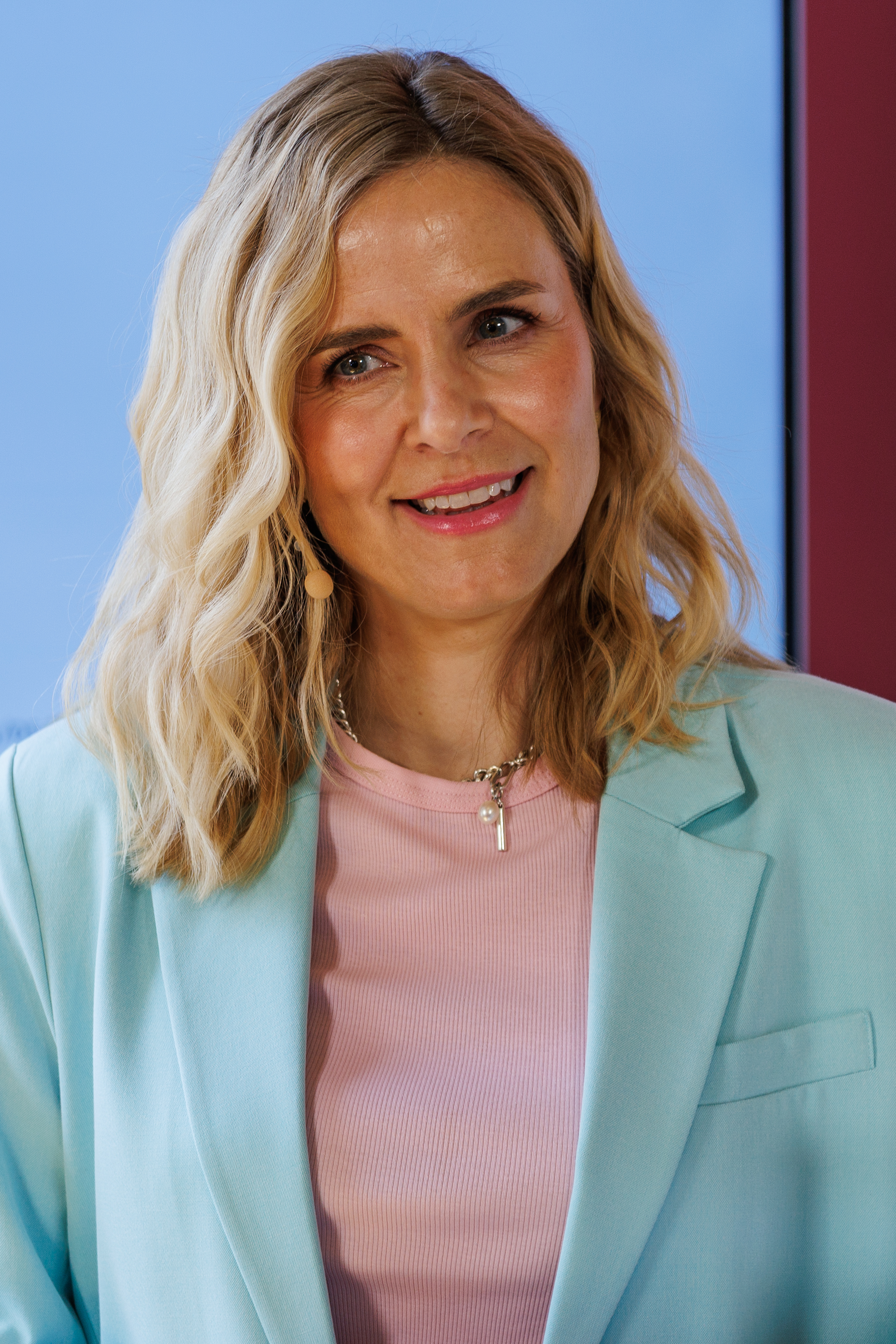
Stephanie Müller-Spirra (* 1983)

- Müller-Spreitz, Annette (* 1980), deutsche Kunsthistorikerin, Provenienzforscherin, Publizistin
- Müller-Stach, Stefan (* 1962), deutscher Mathematiker
- Müller-Stahl, Sebastian (* 1976), deutscher Schauspieler
- Müller-Starke, Friedrich (1877–1967), Oberbürgermeister in Hanau, NSDAP-Mitglied
- Müller-Steinhagen, Hans (* 1954), deutscher Maschinenbauingenieur
- Müller-Stocker, Alfred (* 1938), Schweizer Unternehmer
- Müller-Stöckheim, Günther (1913–1943), deutscher Offizier, zuletzt Kapitänleutnant
- Müller-Stoll, Wolfgang (1909–1994), deutscher Botaniker und Universitätsprofessor
- Müller-Stosch, Christine (* 1938), deutsche Theologin, Malerin und Autorin
- Müller-Streisand, Rosemarie (1923–2020), deutsche evangelische Theologin und Kirchenhistorikerin
- Müller-Strübing, Hermann (1812–1893), deutscher Burschenschafter und Altphilologe
- Müller-Stüler, Dietrich (1908–1984), deutscher Architekt
- Müller-Sturmheim, Emil (1886–1952), österreichischer Schriftsteller, Antifaschist und Freimaurer

### Muller-T
- Müller-Tamm, Jutta (* 1963), deutsche Literaturwissenschaftlerin
- Müller-Tamm, Pia (* 1957), deutsche Kunsthistorikerin, Direktorin der Staatlichen Kunsthalle Karlsruhe
- Müller-Tannewitz, Anna (* 1899), deutsche Jugendbuchautorin
- Müller-Tenckhoff, Carl (1873–1936), deutscher Maler
- Müller-Terpitz, Ralf (* 1967), deutscher Jurist und Professor an der Universität Mannheim
- Müller-Thurgau, Hermann (1850–1927), Schweizer Botaniker, Önologe und RebzüchterHermann Müller-Thurgau (1850–1927)

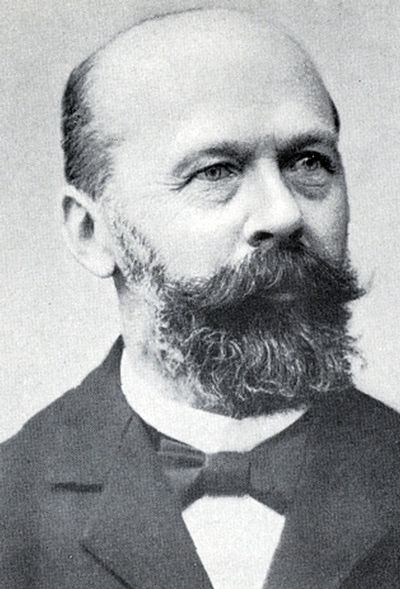
Hermann Müller-Thurgau (1850–1927)

- Müller-Tidow, Carsten (* 1968), deutscher Mediziner und Hochschulprofessor
- Müller-Torgow, Heinz (1908–1998), deutscher Jurist
- Müller-Trefzer, Friedrich Karl (1879–1960), deutscher Ministerialbeamter im badischen Innenministerium
- Müller-Trimbusch, Gabriele (* 1945), deutsche Kommunalpolitikerin (FDP)
- Müller-Troschel, Ernst (1926–2021), deutscher Admiralarzt
- Müller-Tschirnhaus, Johann Hermann (1867–1957), deutscher Evangelischer Theologe und Pastor

### Muller-U
- Müller-Ullrich, Burkhard (* 1956), deutsch-schweizerischer Journalist, Autor und Podcaster
- Müller-Unkel, Louis (1853–1938), deutscher Glastechniker
- Müller-Uri, Ludwig (1811–1888), deutscher Glasbläser
- Müller-Uri, Richard (1859–1929), deutscher Glasbläser und Unternehmer

### Muller-V
- Müller-Vahl, Kirsten (* 1964), deutsche Neurologin und Psychiaterin
- Müller-van Ast, Ina (1927–2018), niederländische Politikerin
- Müller-Vogg, Hugo (* 1947), deutscher Journalist, Buchautor und PublizistHugo Müller-Vogg (* 1947)

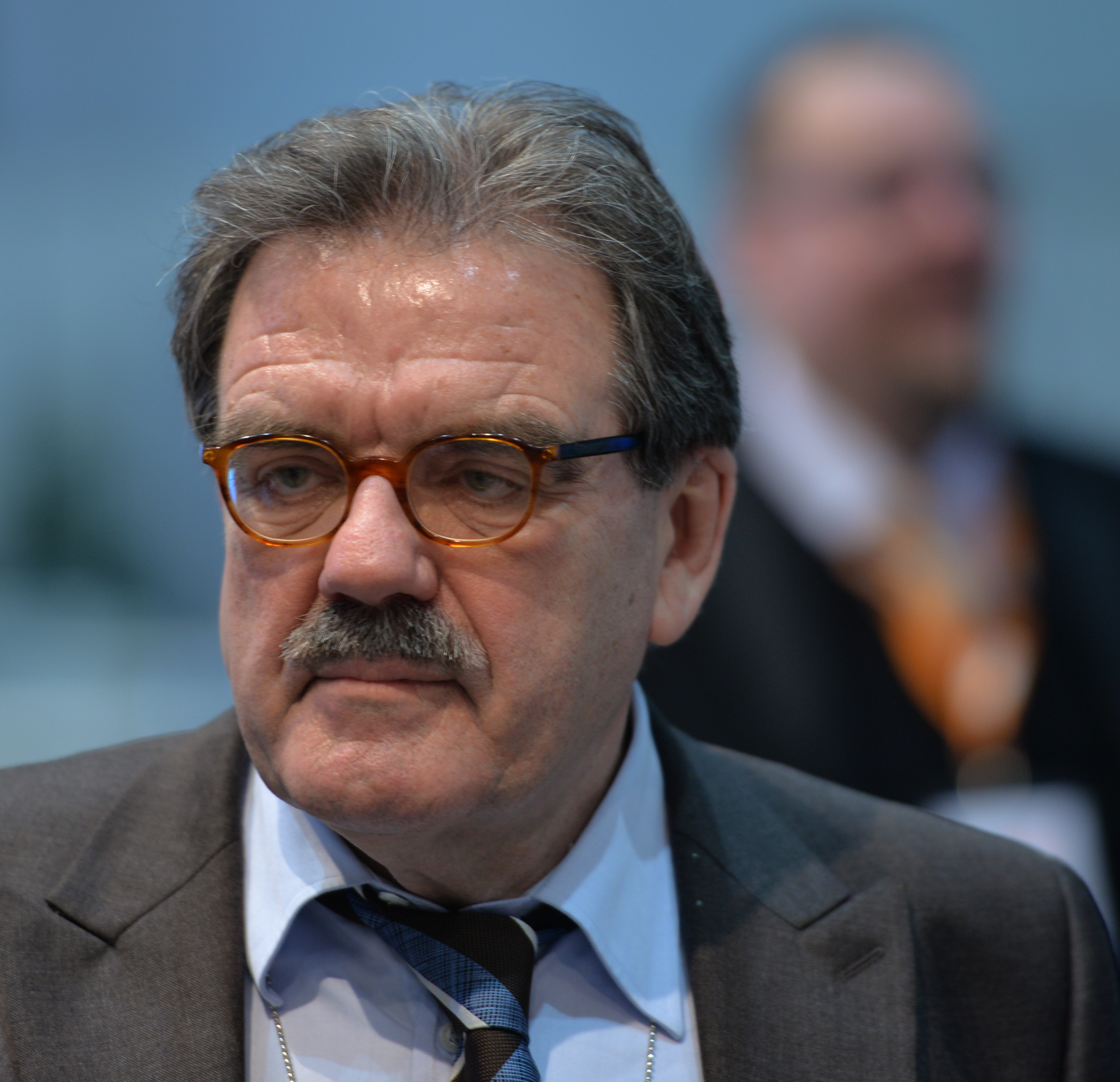
Hugo Müller-Vogg (* 1947)

- Müller-Vogt, Emma (1853–1936), Schweizer Frauenrechtlerin
- Müller-Volbehr, Jörg (1936–2010), deutscher Kirchenrechtler und Hochschullehrer

### Muller-W
- Müller-Wachenfeld, Heinrich (1861–1925), deutscher Maler
- Müller-Walde, Katrin (* 1964), deutsche Journalistin
- Müller-Walde, Paul (1858–1931), deutscher Kunsthistoriker
- Müller-Waldeck, Gunnar (* 1942), deutscher Autor und Professor für Germanistik
- Müller-Walz, Urs (* 1950), Schweizer Politiker
- Müller-Warmuth, Werner (* 1929), deutscher Chemiker (Physikalische Chemie)
- Müller-Warnke, Robert (1915–1990), deutscher Bildhauer
- Müller-Wegmann, Johann (1810–1893), Schweizer Maler
- Müller-Weidner, Vera (* 1939), deutsche Schauspielerin, Kabarettistin und Synchronsprecherin
- Müller-Weissina, Bettina (* 1973), österreichische Sprinterin deutscher Herkunft
- Müller-Werth, Herbert (1900–1983), deutscher Historiker, Archivar und Redakteur
- Müller-Westernhagen, Hans (1918–1963), deutscher Schauspieler
- Müller-Westernhagen, Marius (* 1948), deutscher Rock-Musiker und SchauspielerMarius Müller-Westernhagen (* 1948)

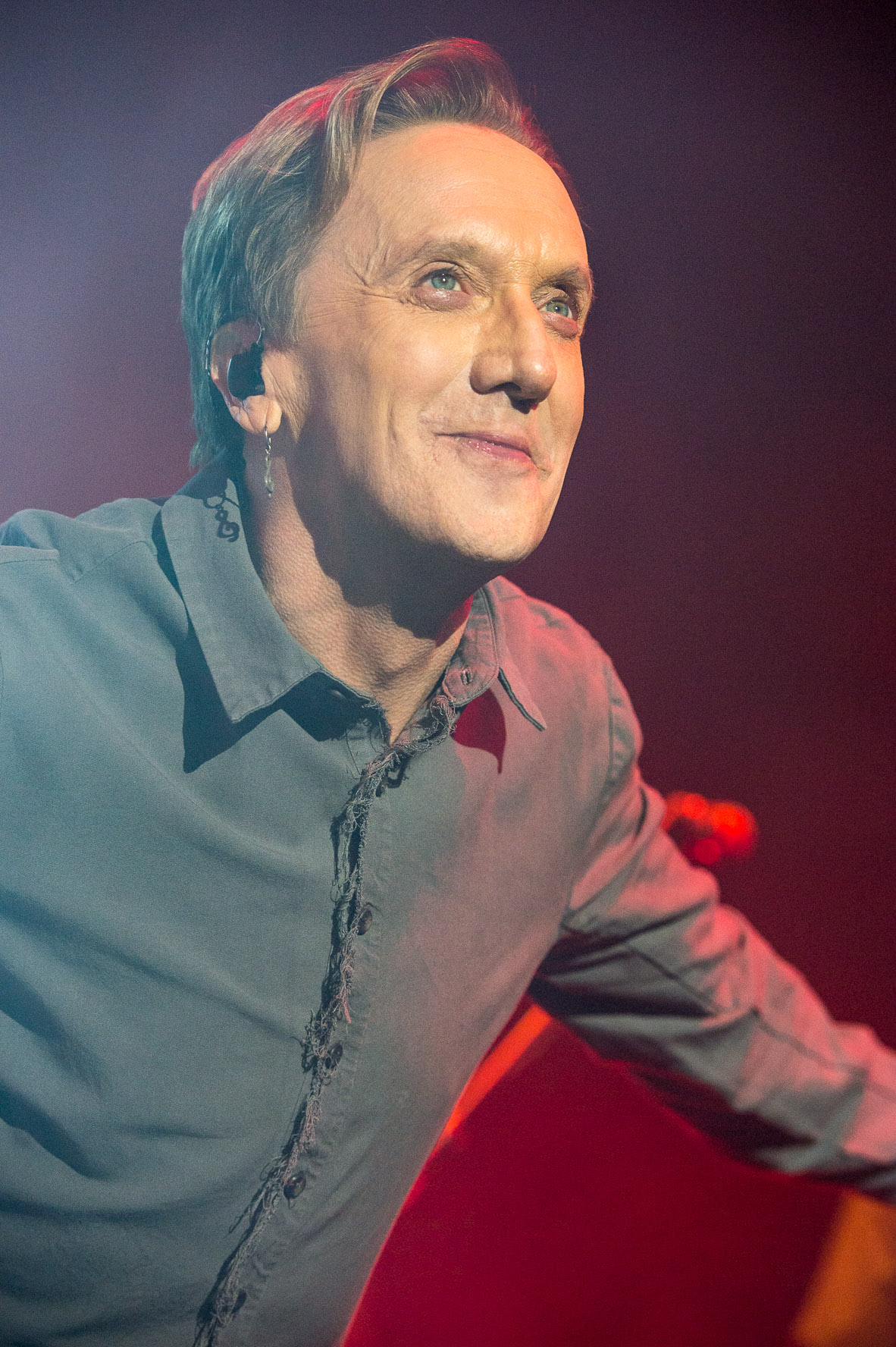
Marius Müller-Westernhagen (* 1948)

- Müller-Westphal, Lothar (* 1941), deutscher Heraldiker und Genealoge
- Müller-Wichards, Dieter (* 1946), deutscher Mathematiker, Autor, Professor für angewandte Mathematik
- Müller-Wiedemann, Hans (1924–1997), deutscher Arzt und Heilpädagoge
- Müller-Wieland, Birgit (* 1962), österreichische Schriftstellerin
- Müller-Wieland, Jan (* 1966), deutscher Komponist und Dirigent
- Müller-Wieland, Janne (* 1986), deutsche Hockeyspielerin
- Müller-Wieland, Marcel (1922–2015), Schweizer Pädagoge und Philosoph
- Müller-Wiener, Martina (* 1960), deutsche Islamische Archäologin und Kunsthistorikerin
- Müller-Wiener, Wolfgang (1923–1991), deutscher Bauforscher
- Müller-Wille, Klaus (* 1966), deutscher Skandinavist und Hochschullehrer
- Müller-Wille, Michael (1938–2019), deutscher Ur- und Frühgeschichtler
- Müller-Wille, Staffan (* 1964), deutsch-schwedischer Wissenschaftshistoriker
- Müller-Wille, Wilhelm (1906–1983), deutscher Geograph
- Müller-Wipperfürth, Alfons (1911–1986), deutscher Textilfabrikant
- Müller-Wirth, Christof (1930–2022), deutscher Verleger und Journalist
- Müller-Wirth, Moritz (* 1963), deutscher Journalist
- Müller-Wirth, Robert (1898–1980), deutscher Jurist und Verleger
- Müller-Wischin, Anton (1865–1949), deutscher Porträt- und Blumenmaler
- Müller-Witt, Elisabeth (* 1953), deutsche Politikerin (SPD), MdL
- Müller-Wodarg, Dieter (1922–2009), deutscher Orientalist und Diplomat
- Müller-Wohlfahrt, Hans-Wilhelm (* 1942), deutscher SportarztHans-Wilhelm Müller-Wohlfahrt (* 1942)

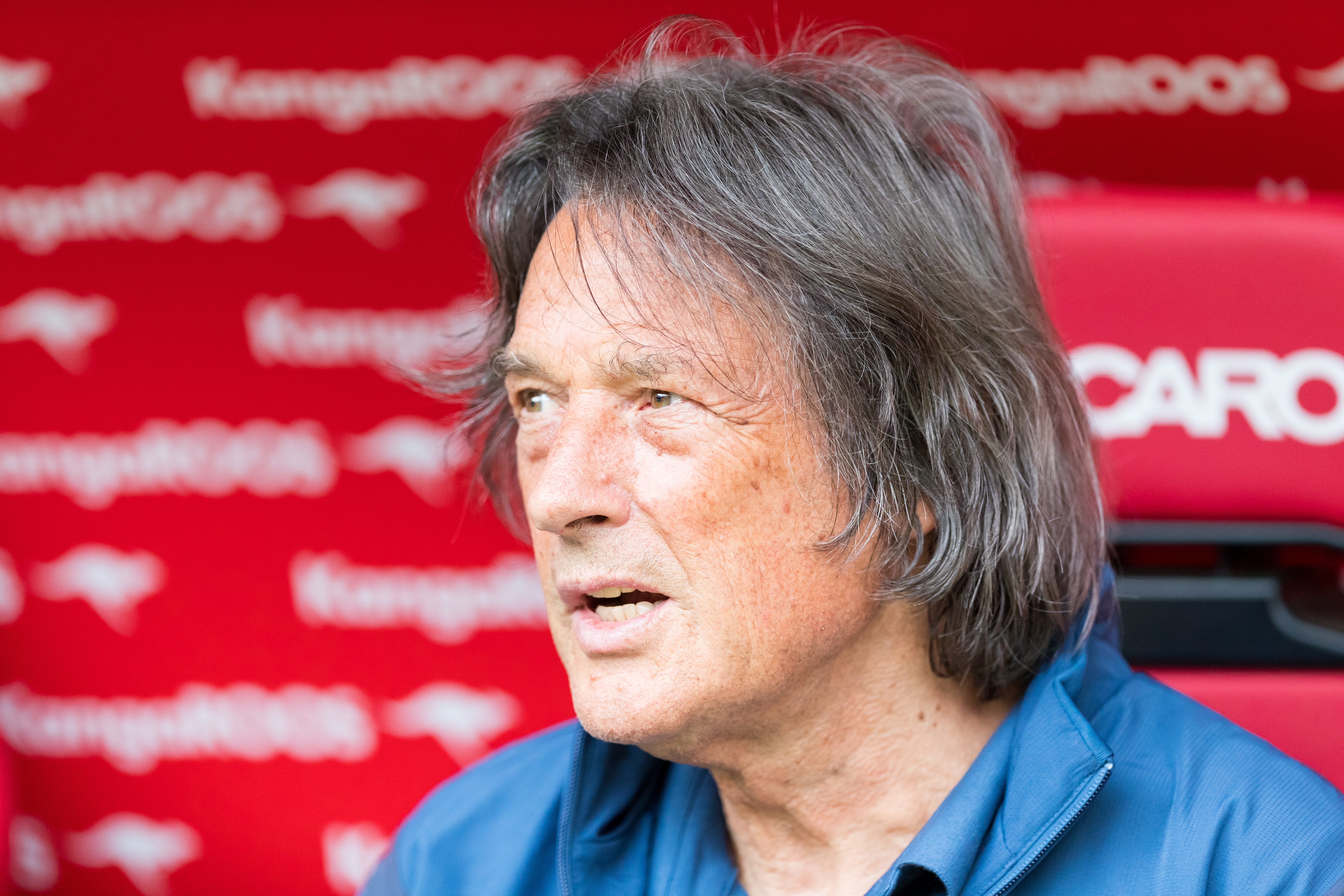
Hans-Wilhelm Müller-Wohlfahrt (* 1942)

- Müller-Wolff, Gisela (1922–2000), deutsche Volkswirtin und Politikerin (SPD), MdBB
- Müller-Wood, Anja (* 1969), deutsche Anglistin
- Müller-Wrede, Malte (* 1964), deutscher Rechtsanwalt, Herausgeber und Autor
- Müller-Wulckow, Walter (1886–1964), deutscher Kunsthistoriker und Museumsleiter

### Muller-Y
- Müller-Yao, Marguerite (1934–2014), chinesisch-deutsche Malerin und Kunsthistorikerin

### Muller-Z
- Müller-Zitzke, Tim (* 1994), deutscher Filmproduzent und Fotograf
- Müller-Zürich, Paul (1898–1993), Schweizer Komponist